# Parc de Sceaux
Cet article concerne le parc situé au sud de Paris. Pour la station de RER, voir Gare du Parc de Sceaux.
Le parc de Sceaux, ensemble du domaine de Sceaux, est propriété du département des Hauts-de-Seine et son parc s'étend sur les territoires des communes de Sceaux et d'Antony.
Le parc fut dessiné par André Le Nôtre à la fin du XVIIe siècle à la demande de Colbert puis de son fils le marquis de Seignelay. À la Révolution, par les spéculations de la Bande Noire, le domaine est pillé, revendu à un exploitant agricole, Jean François Hippolyte Lecomte, et le château comme les cascades sont détruits. Un nouveau château est érigé à partir de 1856 par sa fille, Anne-Marie Lecomte-Stuart, mariée au duc de Trévise.
La superficie du parc est de 181 hectares : 121 sur la commune de Sceaux, 60 à Antony.
Le château de Sceaux accueille depuis 1937 les collections du musée de l'Île-de-France, renommé en 2013 musée du domaine départemental de Sceaux.

## Histoire

### Le premier château de Sceaux
Au XVe siècle, il y a à Sceaux un manoir : en 1470, le seigneur de Sceaux, Jean II Baillet (1400-1477), maître des requêtes ordinaires de l'hôtel du roi, y reçoit le roi Louis XI et la reine Charlotte de Savoie avec toute la Cour. Il avait réuni les trois fiefs formant la seigneurie de Sceaux : Ceaux-le-Petit, l'Enffermerie de Saint-Germain-des-Près et Ceaux-le-Grand. Cette dernière terre lui venant de son père, Pierre Baillet, premier seigneur de Sceaux, qui l'avait achetée à Alix de Vaubouillon. La seigneurie resta dans cette famille jusqu'à la fin du XVIe siècle, échouant finalement à trois sœurs Baillet : Renée, Isabeau et Charlotte, qui, en indivision, laissèrent le domaine à vau-l'eau. Louis Potier de Gesvres, époux de Charlotte, baron de Gesvres et conseiller du roi, racheta le domaine en 1597. La propriété couvrait 119 arpents (environ 50 hectares). Il avait acheté en 1595 la seigneurie de Blérancourt. Son frère, Nicolas III Potier, avait épousé une autre des filles, Isabeau.
Au début du XVIIe siècle, les Potier de Gesvres, seigneurs de Sceaux depuis 1597, font construire un château de style Henri IV ou Louis XIII. C'est une famille de bourgeois qui finiront par devenir ducs : ducs de Tresmes (en) et ensuite ducs de Gesvres. Sceaux est érigée en châtellenie en 1612 et en baronnie en 1619-1624 pour le fils cadet de Louis, Antoine Potier de Sceaux, greffier des ordres du Roi.

### Le château de Colbert (1670-1683)

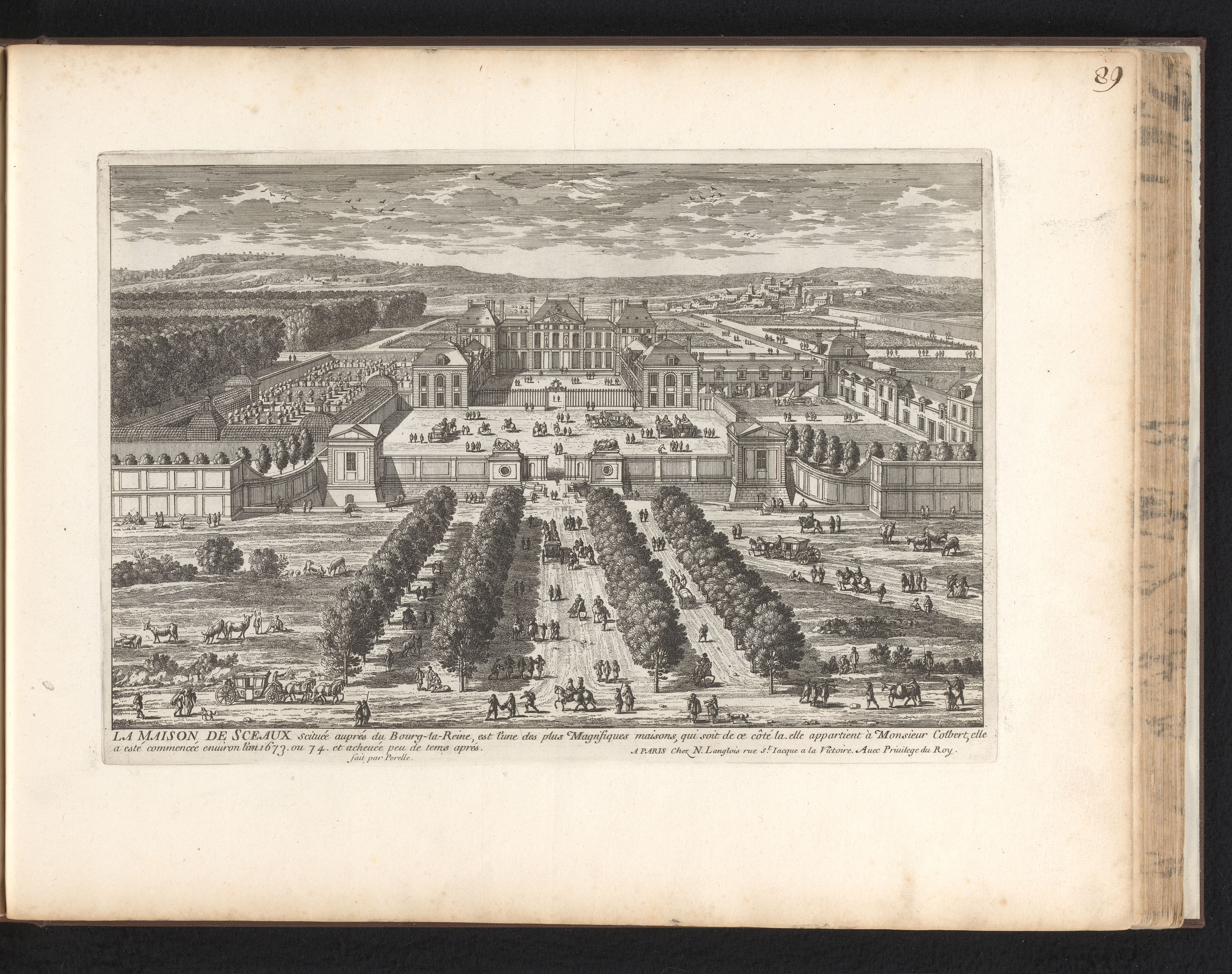
Le château de Sceaux au temps de Colbert, vu depuis l'avenue d'entrée. Gravure d'Adam Pérelle.

En 1670, Jean-Baptiste Colbert, contrôleur général des finances de Louis XIV, qui souhaite disposer d'un domaine près de Paris et non loin de Versailles, pour y établir sa maison de campagne, achète la terre de Sceaux aux trois héritiers de René Potier, marquis de Gesvres, duc de Tresmes (en). Il procède à d'importantes acquisitions foncières afin d'agrandir le domaine qu'il porte à une centaine d'hectares. Colbert fait agrandir l'édifice, qui avait été bâti après 1597, et dessiner un parc à la française par André Le Nôtre, agrémenté de statues commandées auprès de célèbres sculpteurs tels Antoine Coysevox et François Girardon. L'architecte n'est pas connu, mais compte tenu de la position éminente du commanditaire – qui s'était vu confier depuis 1664 la charge de Surintendant des Bâtiments du Roi – il ne fait guère de doute qu'il devait s'agir d'un des plus grands de cette époque, peut-être Antoine Le Pautre. Des recherches récentes ont permis de retrouver le nom des deux entrepreneurs : Maurice Gabriel et Jean Girard qui construisit le corps central du château de Saint-Cloud. Claude Perrault est intervenu pour l'édification de la chapelle qui se trouvait dans l'aile sud du château.

#### Le château et ses intérieurs
Le château comportait un corps central flanqué de deux pavillons et, en retour d'équerre, deux longues ailes en rez-de-chaussée terminées par deux pavillons. Celui de gauche, carré à l'extérieur mais circulaire à l'intérieur et sommé d'une coupole, renfermait la chapelle, décorée par Charles Le Brun. 
La décoration extérieure et intérieure du château vit l'intervention d'excellents artistes comme François Girardon, Jean-Baptiste Tuby, les deux frères Gaspard et Balthazar Marsy, Jean-Baptiste Théodon. Le cabinet de travail de Colbert était orné de six bustes en marbre d'empereurs, d'impératrices et de sénateurs romains sur piedouche, et de douze médaillons en marbre blanc des Césars, dans des cadres ovales en bois doré ornés de festons. Dans la grande salle centrale du premier étage, on trouvait un buste d'Homère, ainsi qu'un groupe de lutteurs en marbre blanc. Ailleurs, deux sphinx de marbre rouge.
Le parti d'ensemble, déjà démodé à l'époque de la construction, trahissait le souci de Colbert de ne pas répéter l'erreur de Nicolas Fouquet à Vaux-le-Vicomte : bien que considérablement agrandi par rapport à la modeste demeure des Potier de Gesvres, le bâtiment devait donner le sentiment d'une implantation antérieure aux travaux du ministre.

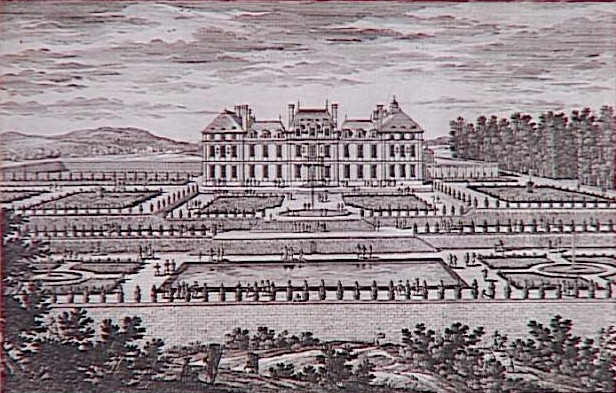
Vue depuis les parterres. Gravure d'Adam Pérelle.
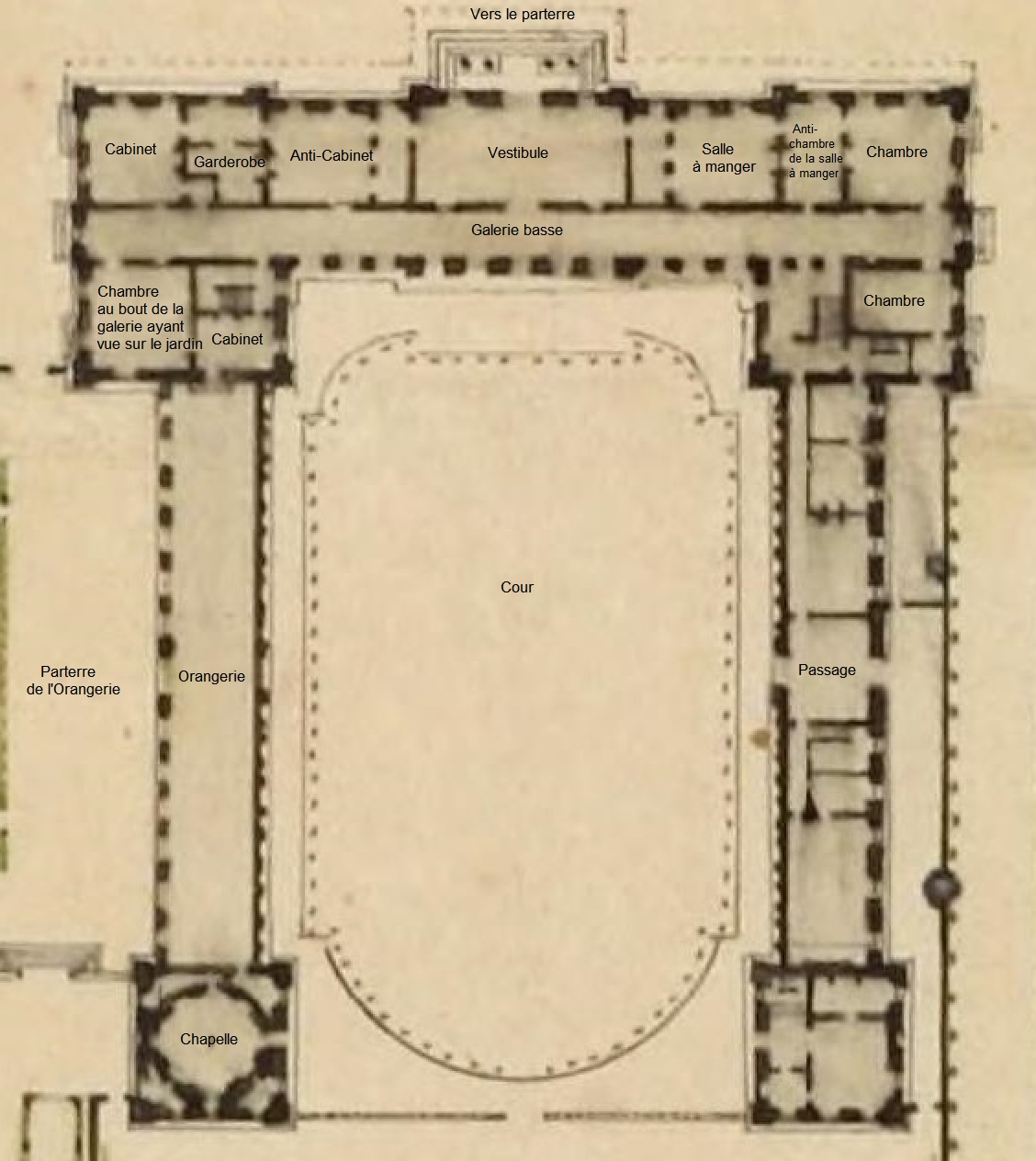
Distribution du rez-de-chaussée du château de Sceaux, d'après l'inventaire après décès de Colbert, 1683.
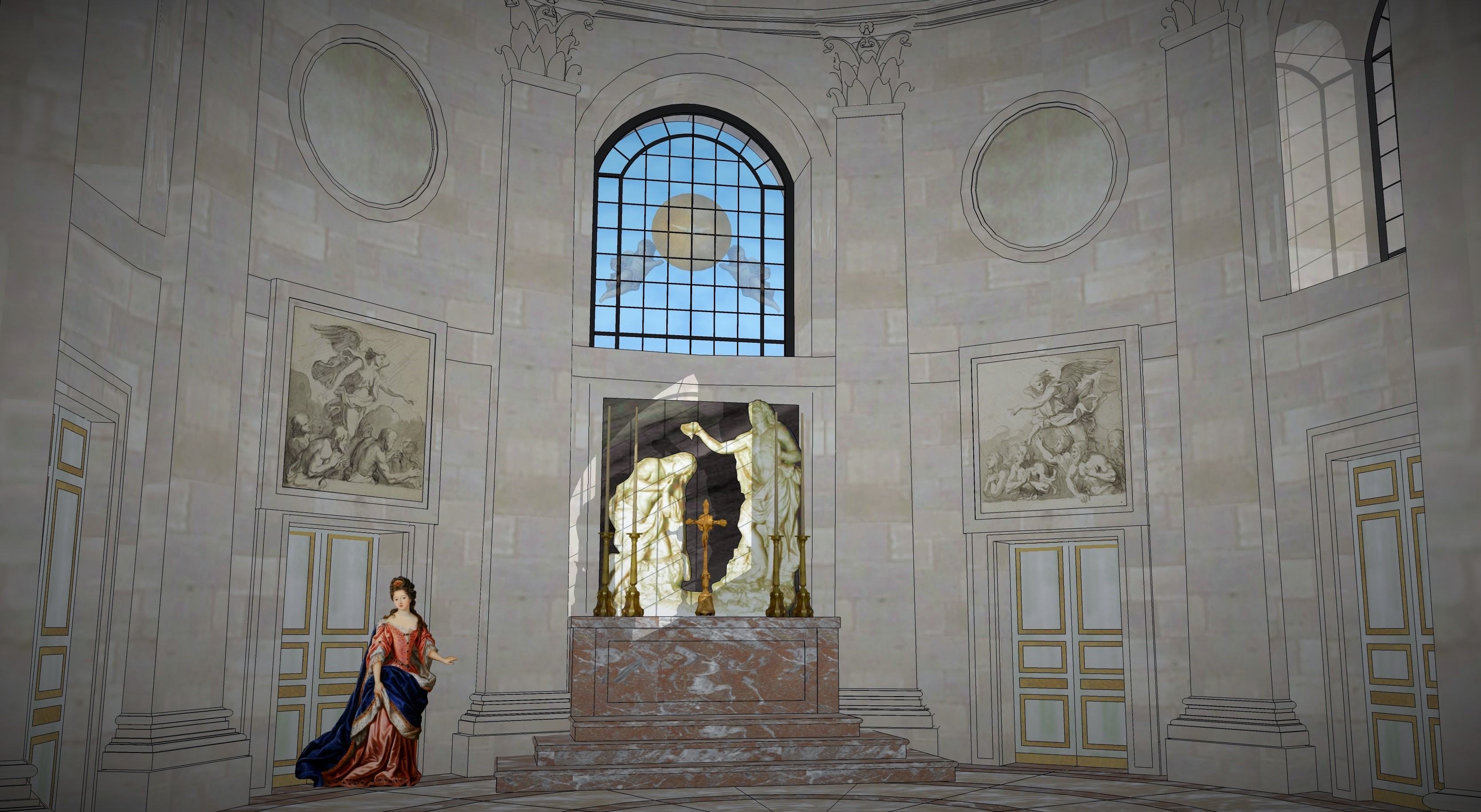
Restitution de l'intérieur de la chapelle de Sceaux, fin du XVIIe.
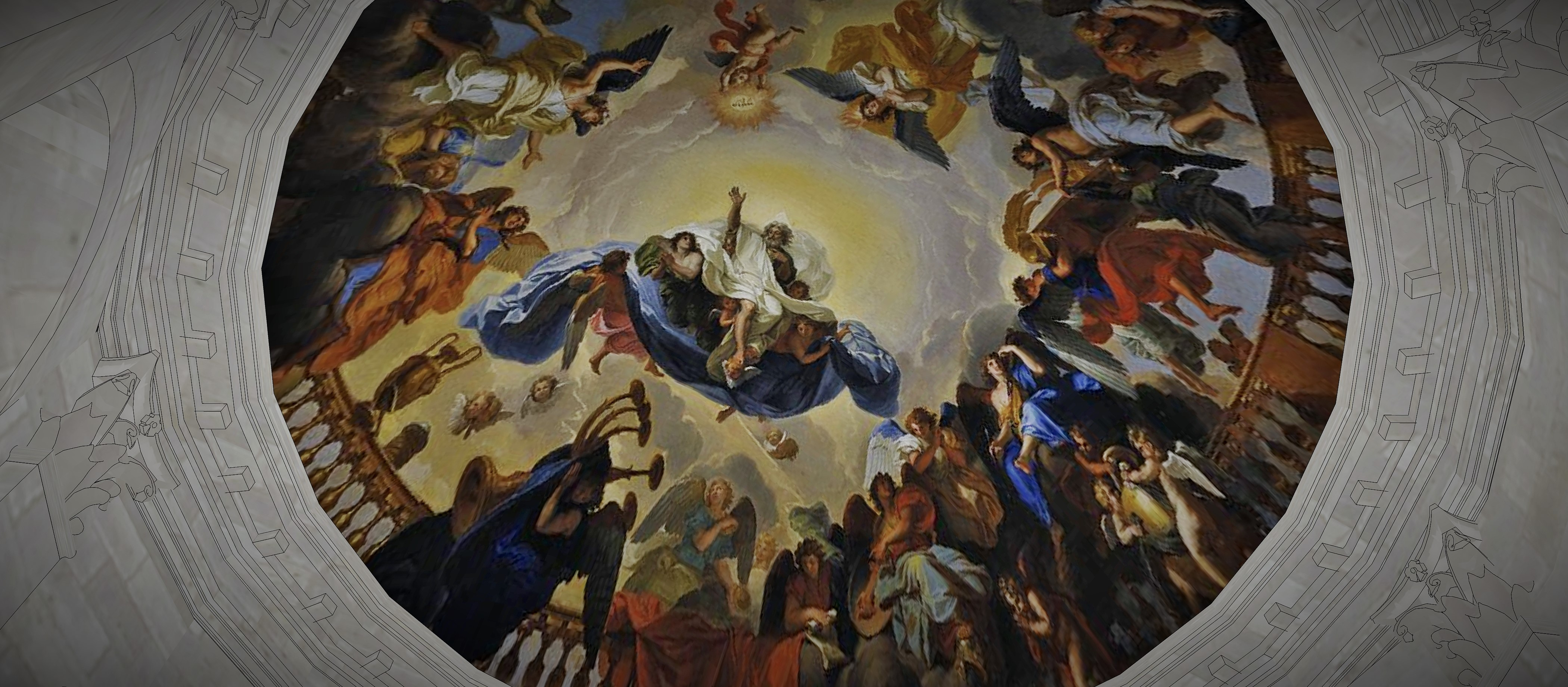
Vue restituée de la coupole de la chapelle de Sceaux peinte par Charles Le Brun.

##### Le rez-de-chaussée
Au rez-de-chaussée, au temps de Colbert, le vestibule était situé au centre du château. Il comportait un billard. On accédait à l'anti-cabinet situé au sud du vestibule. Il donnait accès à un passage avec la garderobe, puis tout au sud, dans l'angle, se trouvait le cabinet de travail de Colbert, donnant sur le jardin. La pièce était éclairée toute la journée, étant située au sud-ouest. 
De l'autre côté du vestibule se trouvait la salle à manger, pièce qui existe bien déjà au XVIIe siècle, contrairement à ce qui a pu être écrit. Une antichambre de la salle à manger voisinnait ensuite avec une chambre d'angle, au nord du corps central. 
Une grande pièce, l'Orangerie, dite aussi la Galerie, donnait plein sud sur le parterre du même nom, et était d'une grande luminosité. Des tableaux d'après Raphaël et le Dominiquin trônaient sur la paroi nord, face aux fenêtres. Elle donnait accès à la chapelle du château, dont la coupole avait été peinte par Charles Le Brun.

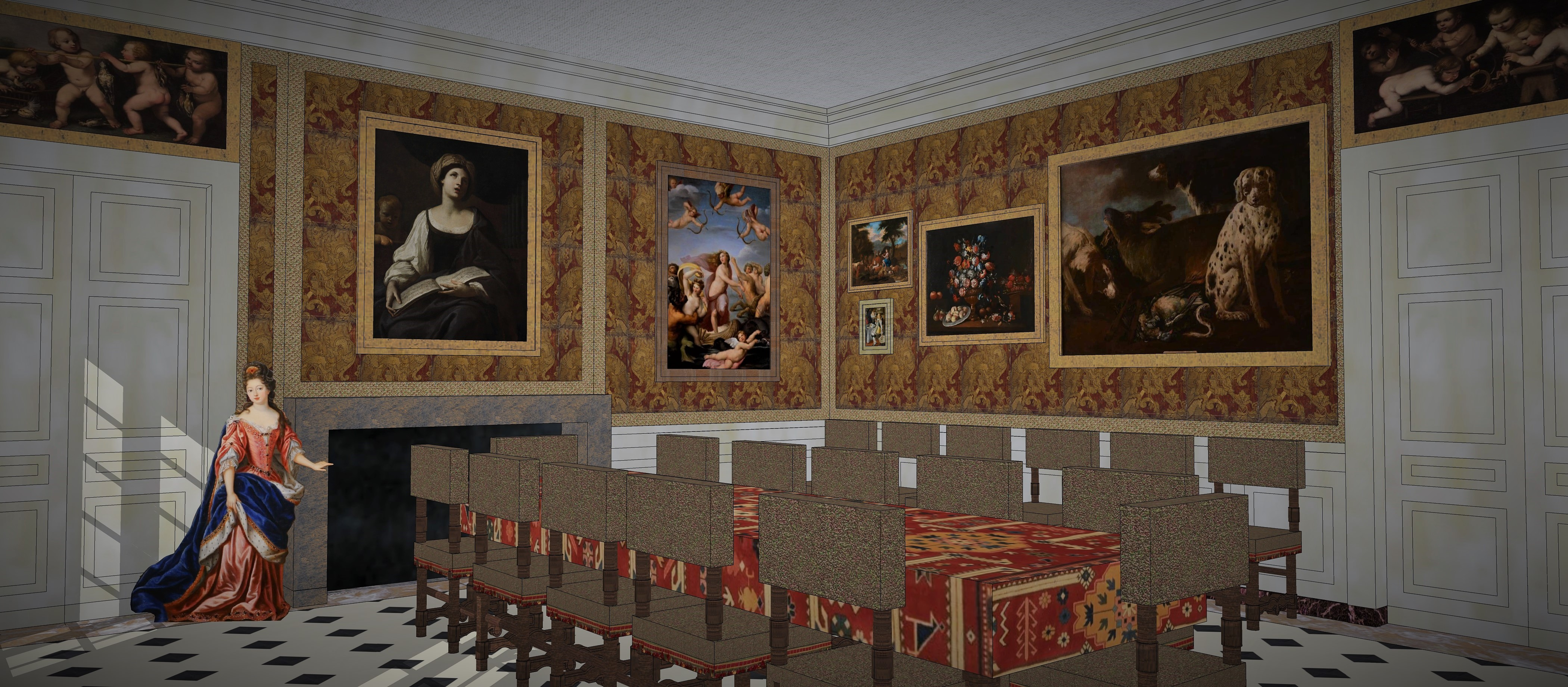
Restitution de la salle à manger du château de Sceaux, au temps de Colbert, 1683.
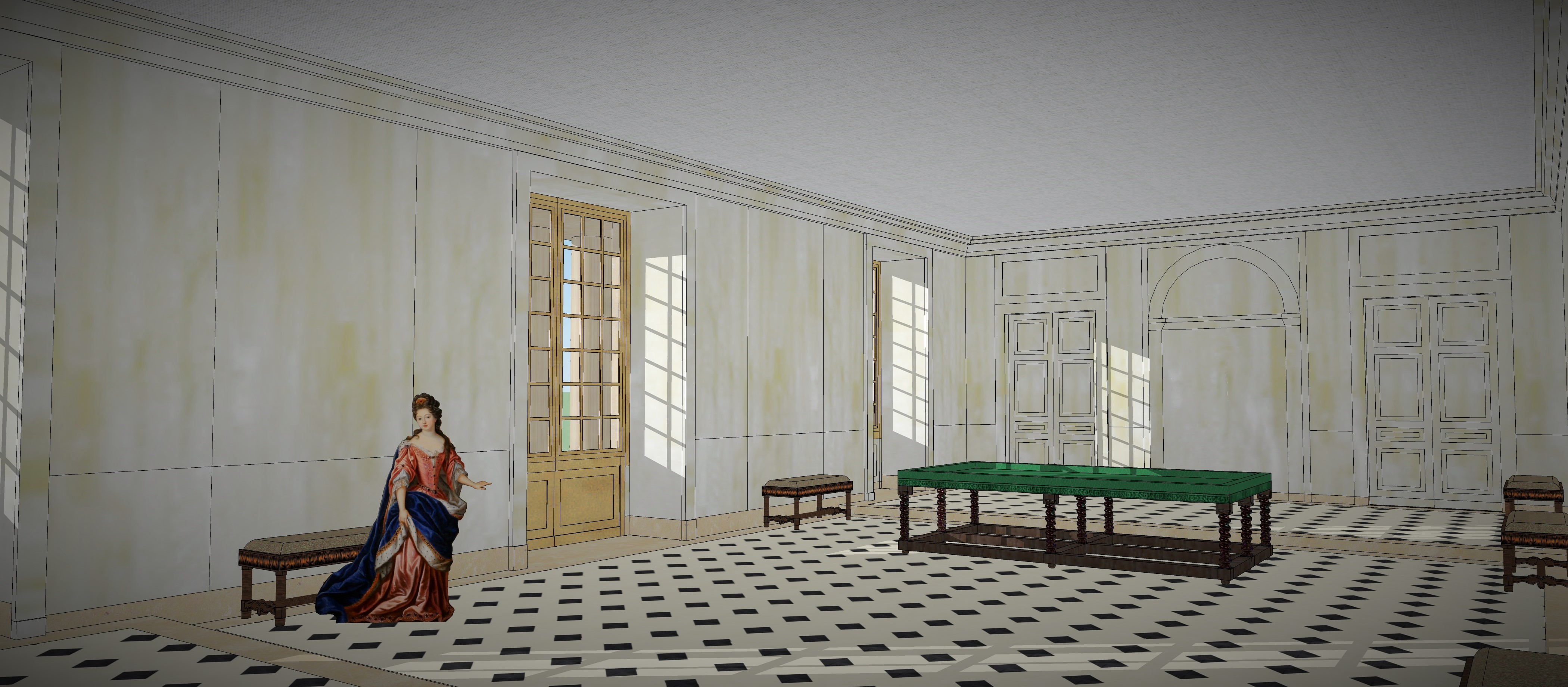
Schéma du Vestibule du château de Sceaux, servant de salon du billard, 1683.
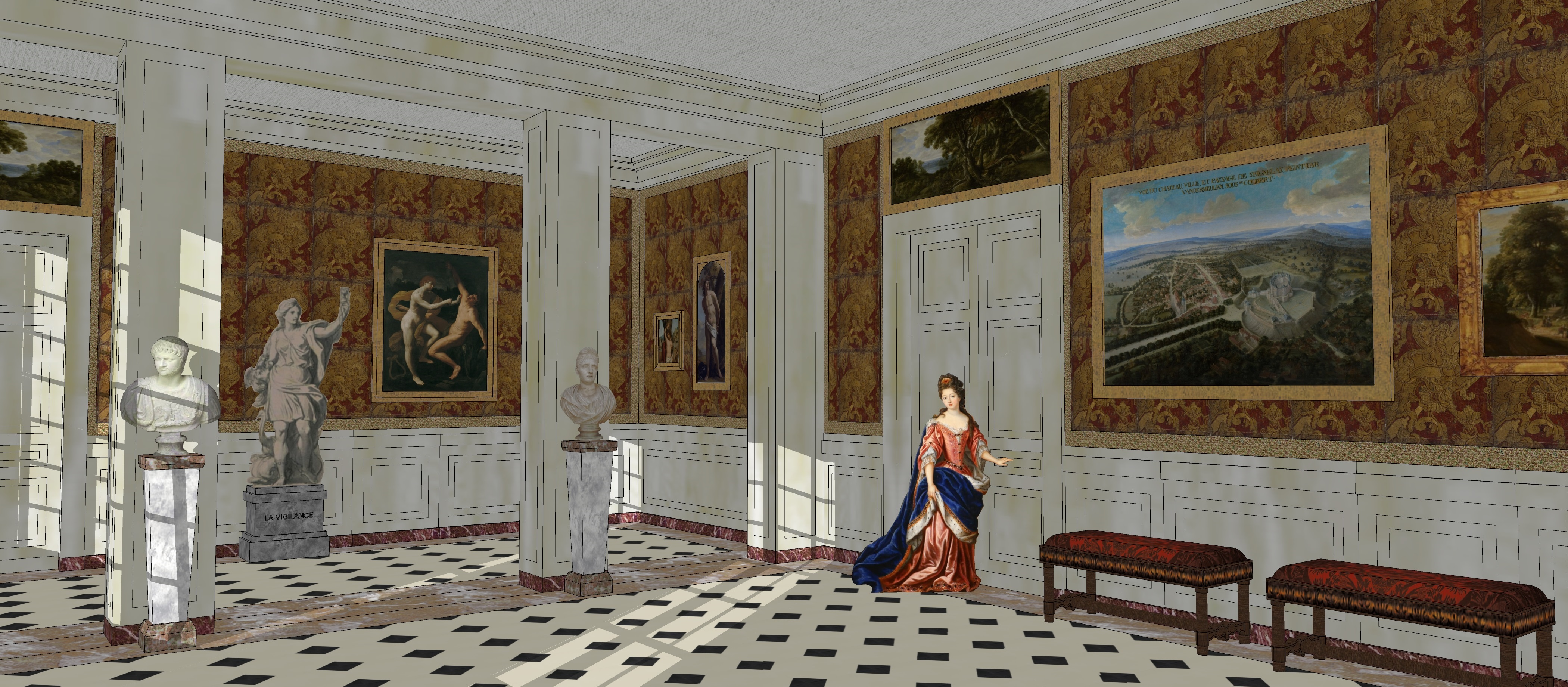
Restitution de l'Anti-Cabinet du château de Sceaux, au temps de Colbert, 1683.
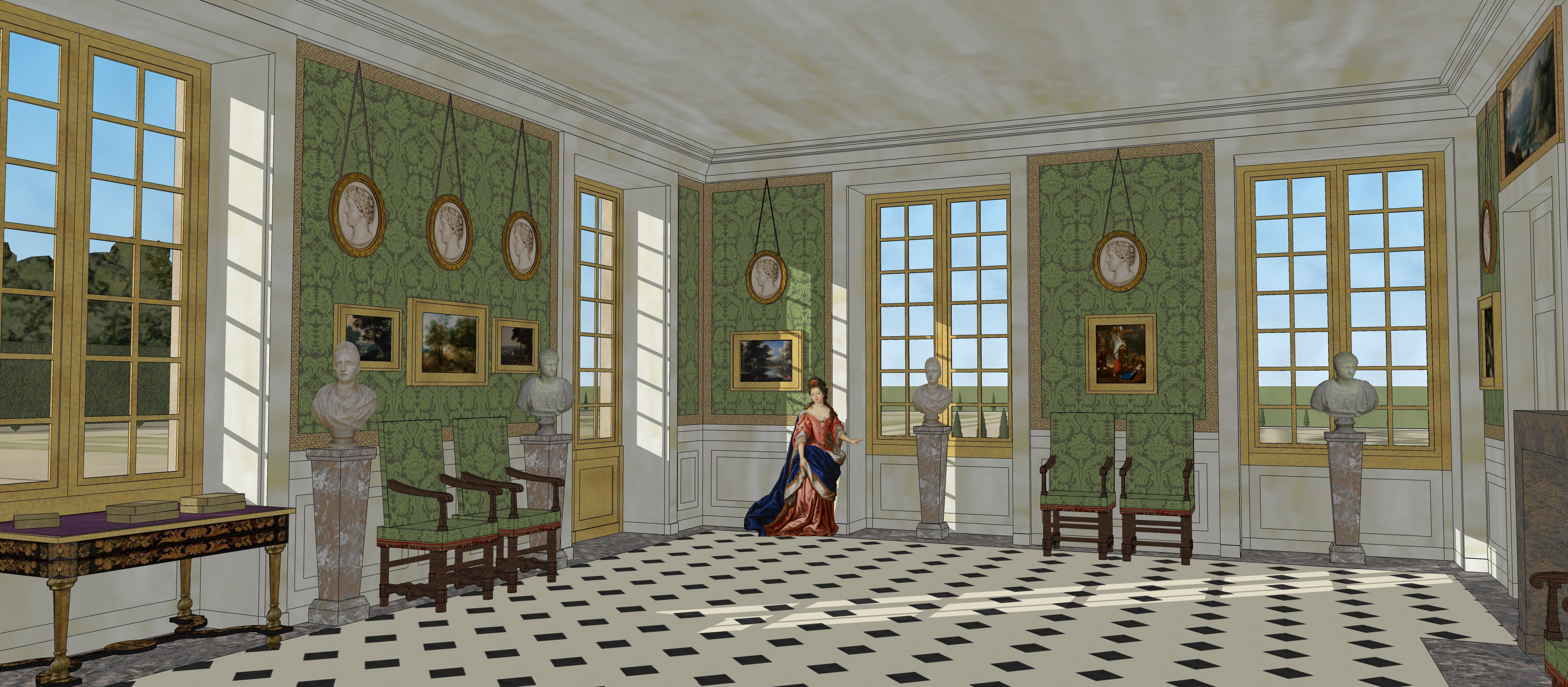
Restitution du Cabinet de travail de Colbert à Sceaux, 1683.
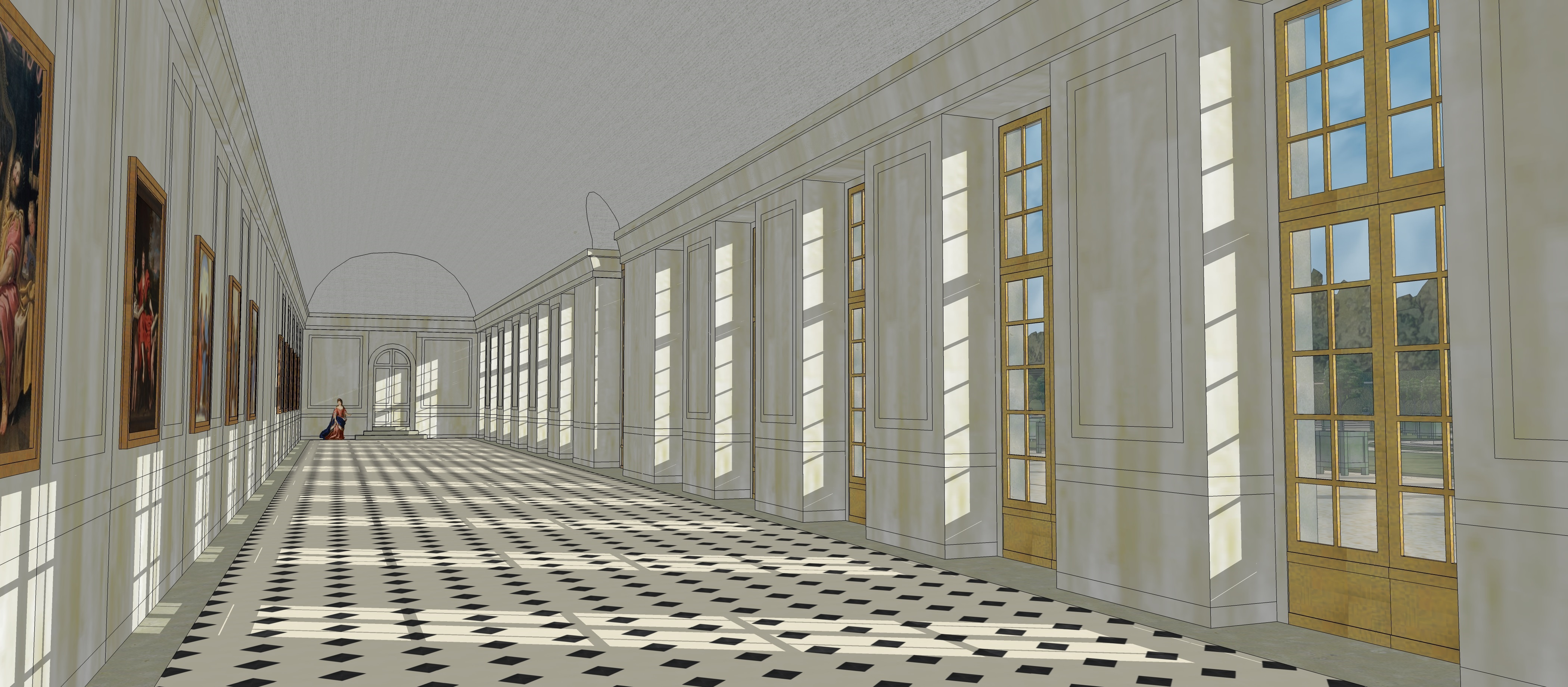
Restitution de la Galerie (Orangerie) du château de Sceaux au temps de Colbert, 1683

##### Le premier étage

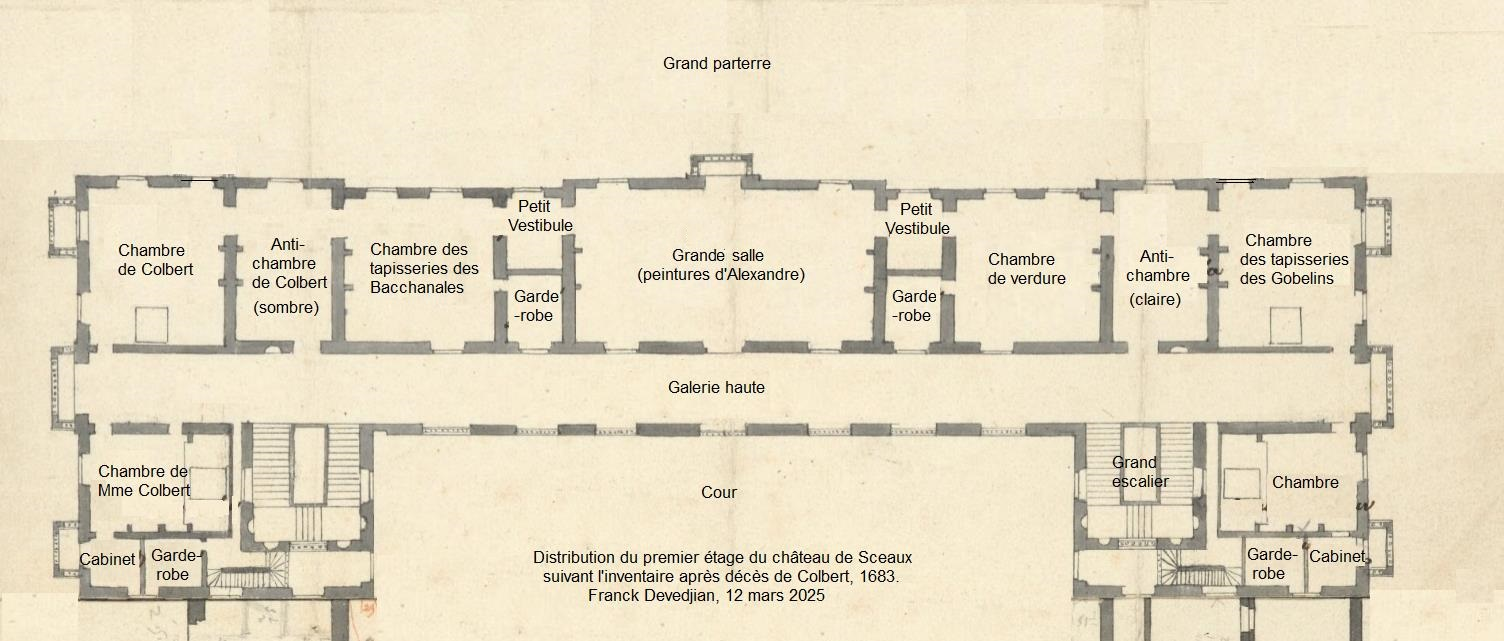
Restitution de la distribution du premier étage du château de Sceaux, à la mort de Colbert, 1683.

À l'étage, au temps de Colbert, la chambre du ministre était située juste au-dessus de son cabinet de travail, c'est-à-dire dans l'angle sud-ouest du corps central. Son antichambre était décorée de cuir de Cordoue sur fond noir. Il avait la vue sur le jardin au sud et à l'ouest sur le parterre du château. La chambre de Mme Colbert était située non loin, juste de l'autre côté de la galerie haute, dans l'angle sud-est, donnant du côté du parterre de l'Orangerie. Son petit cabinet était situé juste dans l'angle.
Tout l'étage du côté du grand parterre était dédié aux pièces de réception et d'apparat. On trouvait après l'appartement de Colbert une grande chambre couverte de tapisseries de Bacchanales (peut-être d'après Jules Romain ?). La grande salle située au centre du premier étage servait de grande pièce de réception, en célébrant la Monarchie avec deux tableaux de Louis XIII et de Louis XIV, ainsi que de grands tableaux liés à la vie d'Alexandre. Ce cycle célébrait la Monarchie et sa gloire militaire, mais faisait pâle figure face à la magnifique galerie du château-vieux de Meudon que réalisera Louvois quelques années plus tard.
Mais la pièce la plus spectaculaire était sans doute la longue galerie haute, qui n'était pourtant pas fort large. Elle était décorée de tableaux des vues des maisons royales, ainsi que de copies de Raphaël, et de tableaux de fleurs et fruits, ainsi que de paysages. Surtout, 24 bustes d'empereurs et romaines scandaient les parois. Cette véritable galerie des sculptures répondait à la galerie des sculptures de Nicolas Fouquet à Saint-Mandé, dont Colbert avait volontairement détruit la carrière. 

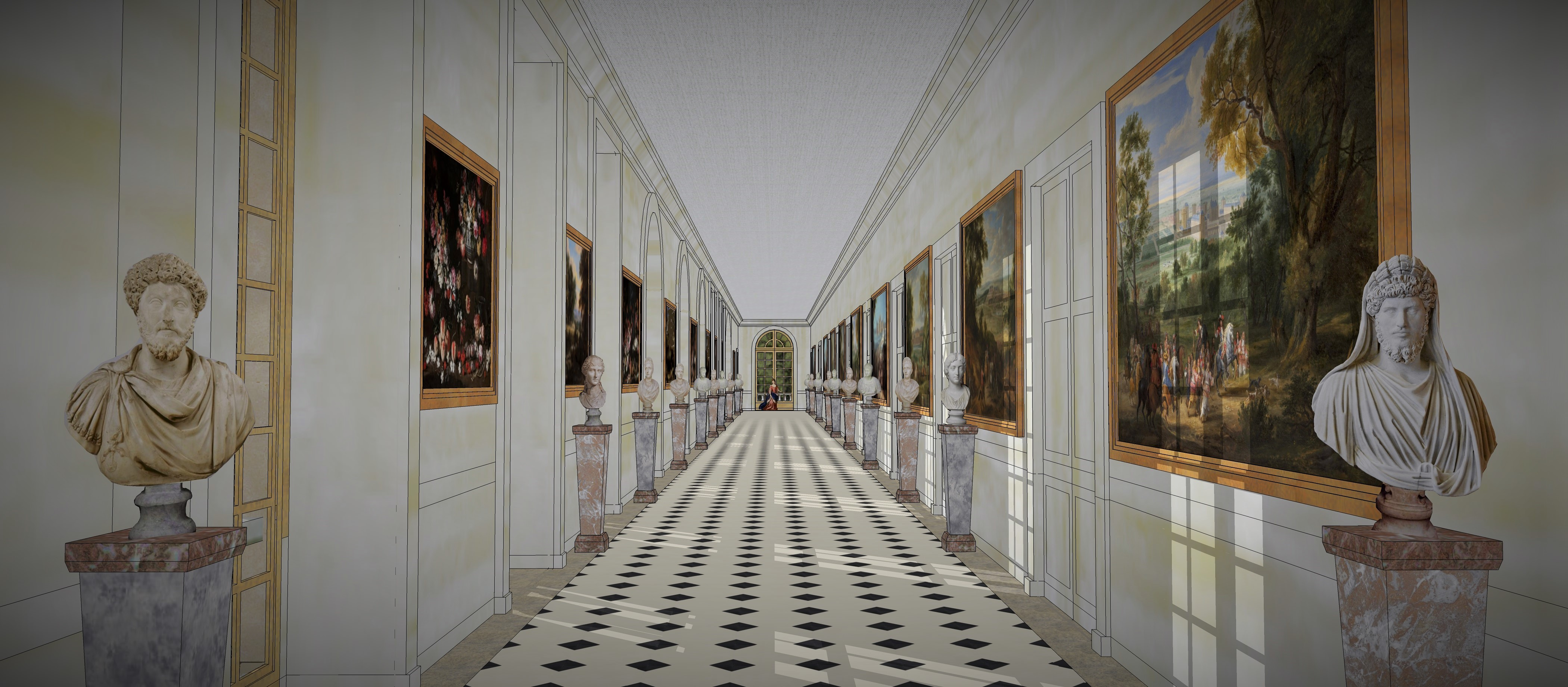
Restitution de la galerie haute du château de Sceaux, au premier étage, au temps de Colbert, 1683.
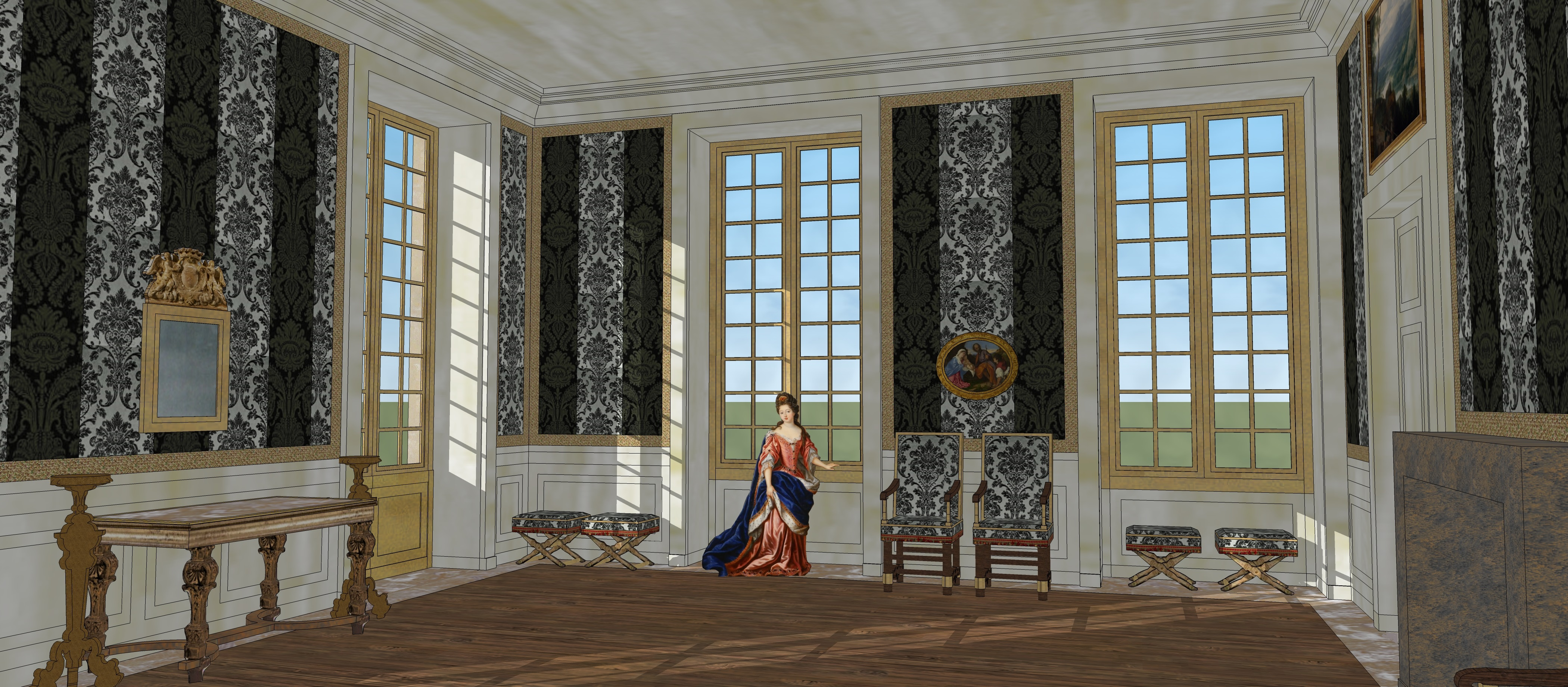
Schéma de la chambre de Colbert au premier étage du château de Sceaux, 1683.
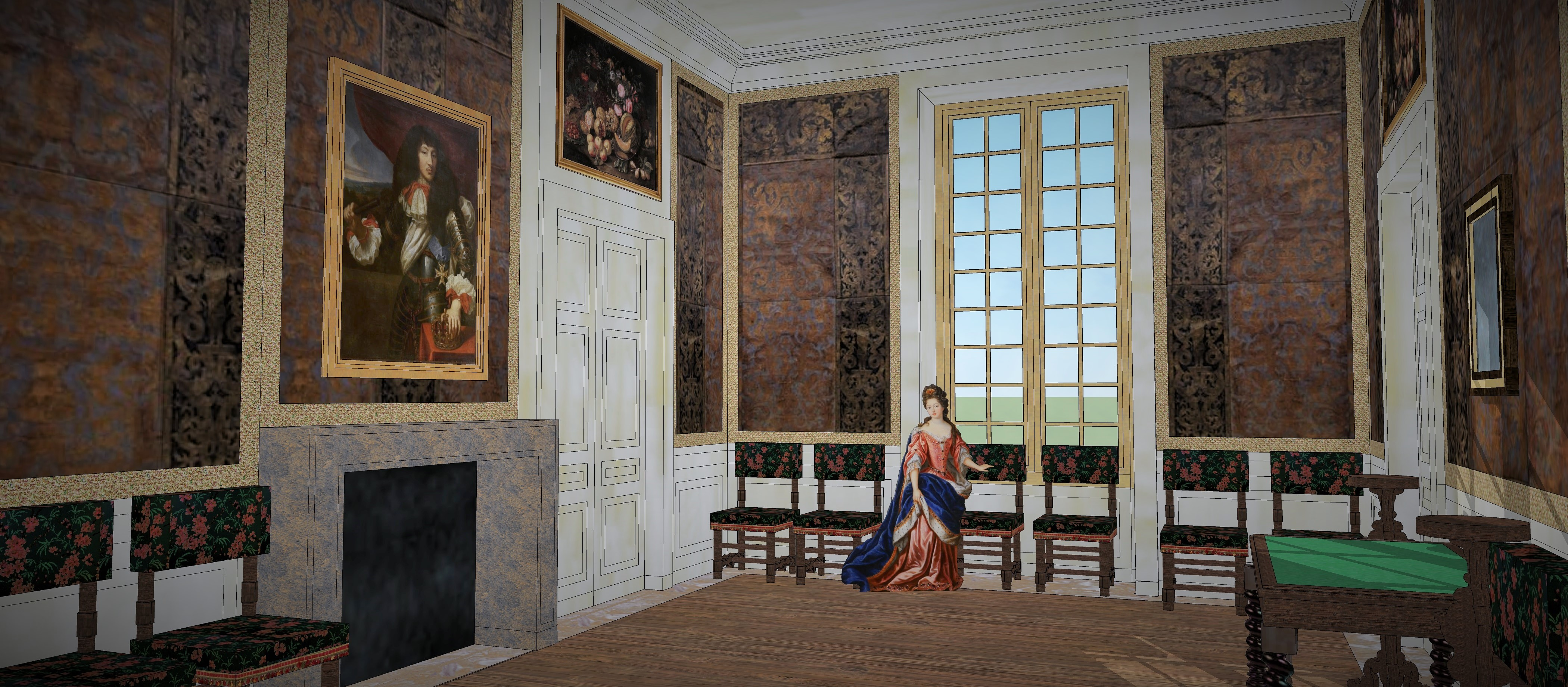
Restitution de l'antichambre de Colbert au premier étage du château de Sceaux, 1683.
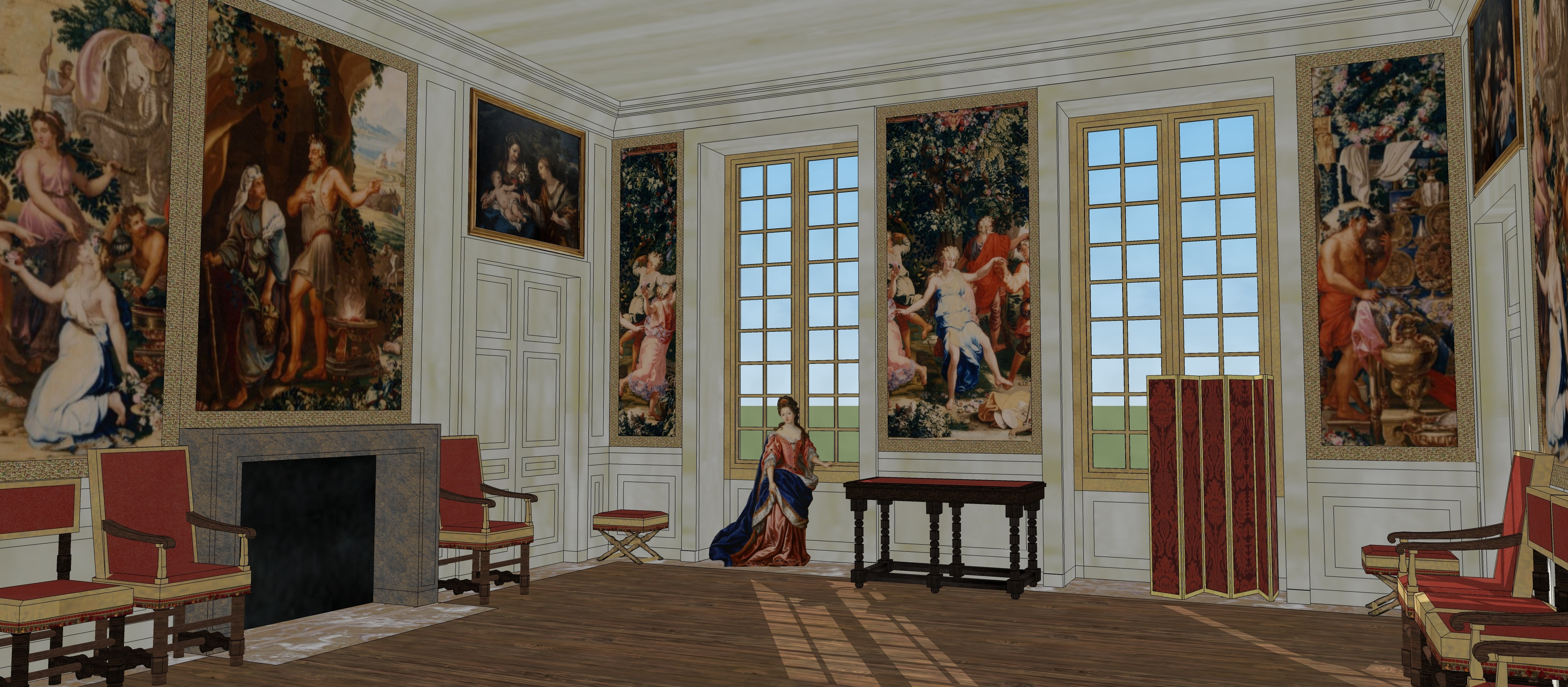
Evocation de la chambre dite des Bacchanales du château de Sceaux, premier étage, 1683.
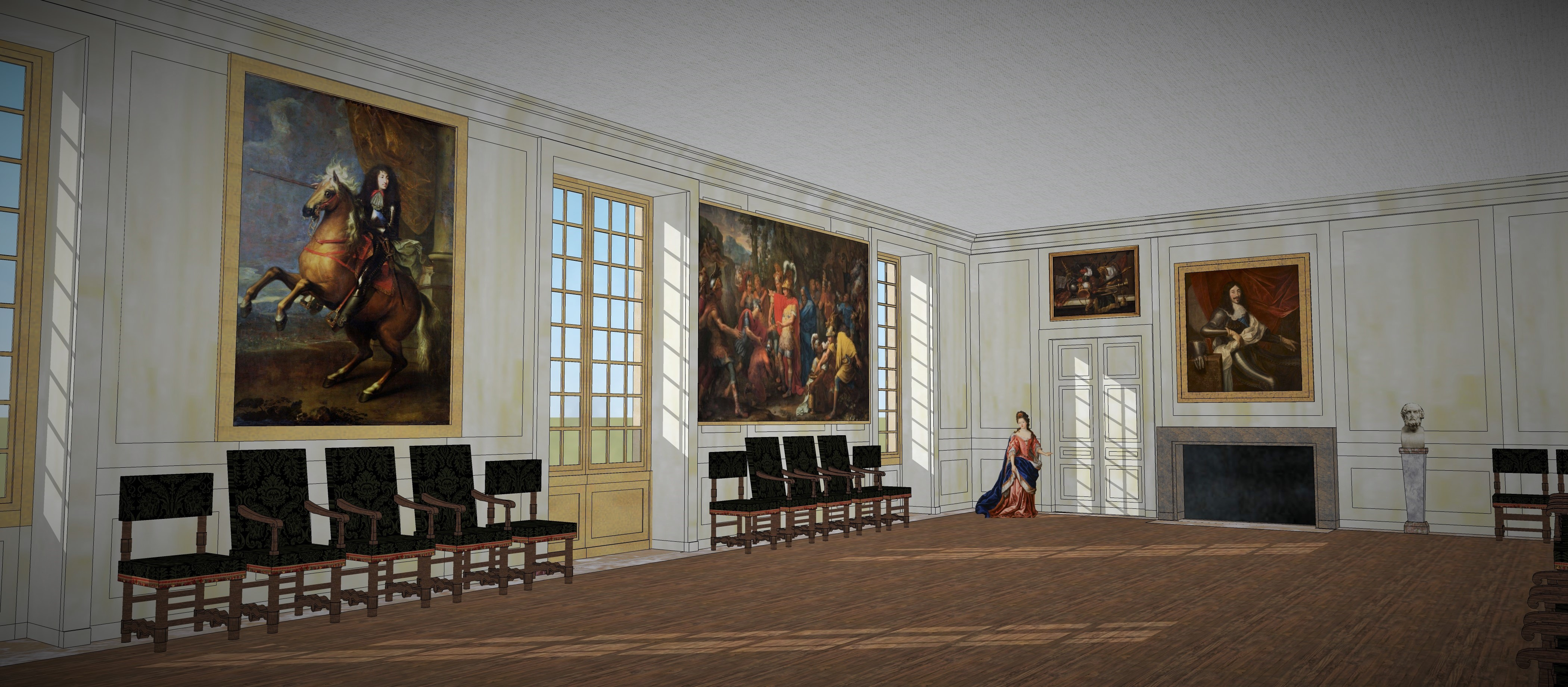
Restitution de la grande salle du premier étage du château de Sceaux, au temps de Colbert, 1683.
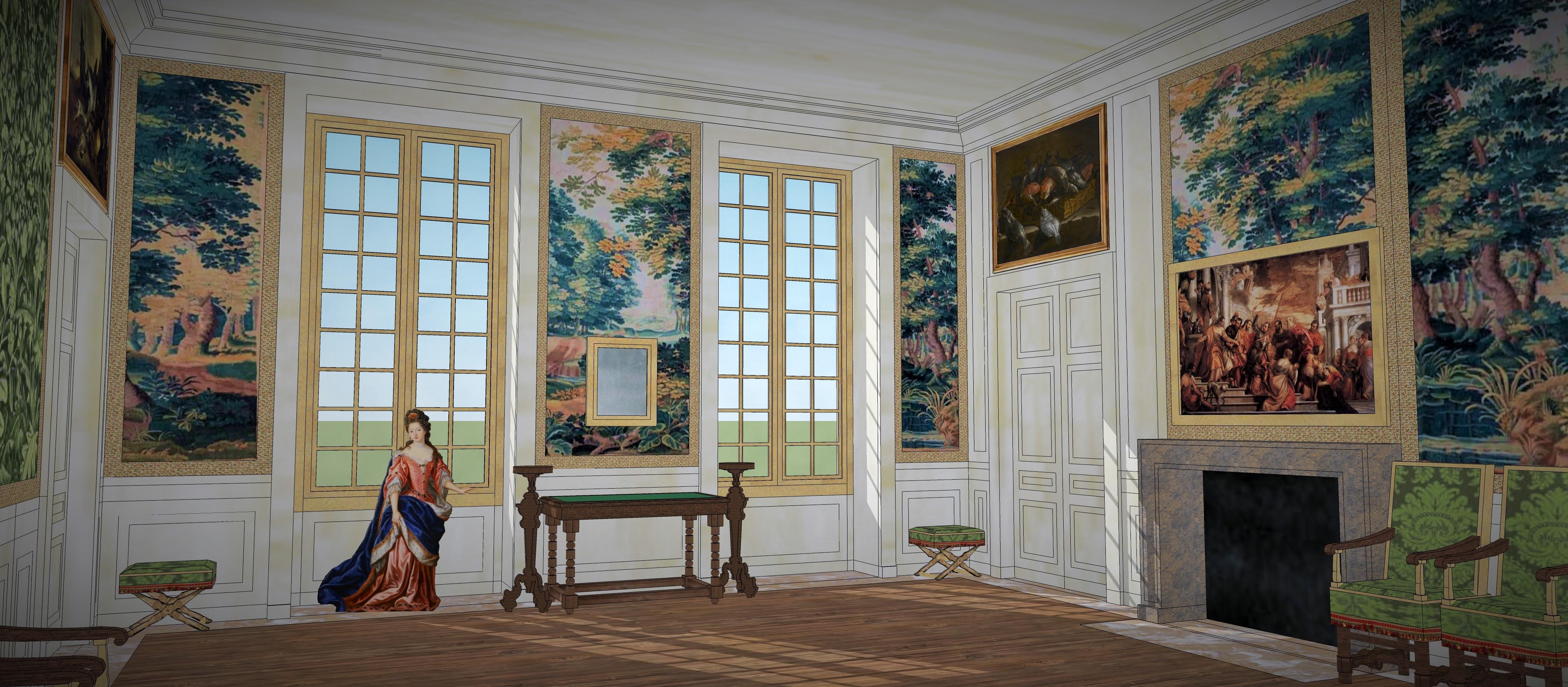
Restitution de la chambre de verdure située au premier étage du château de Sceaux, 1683.
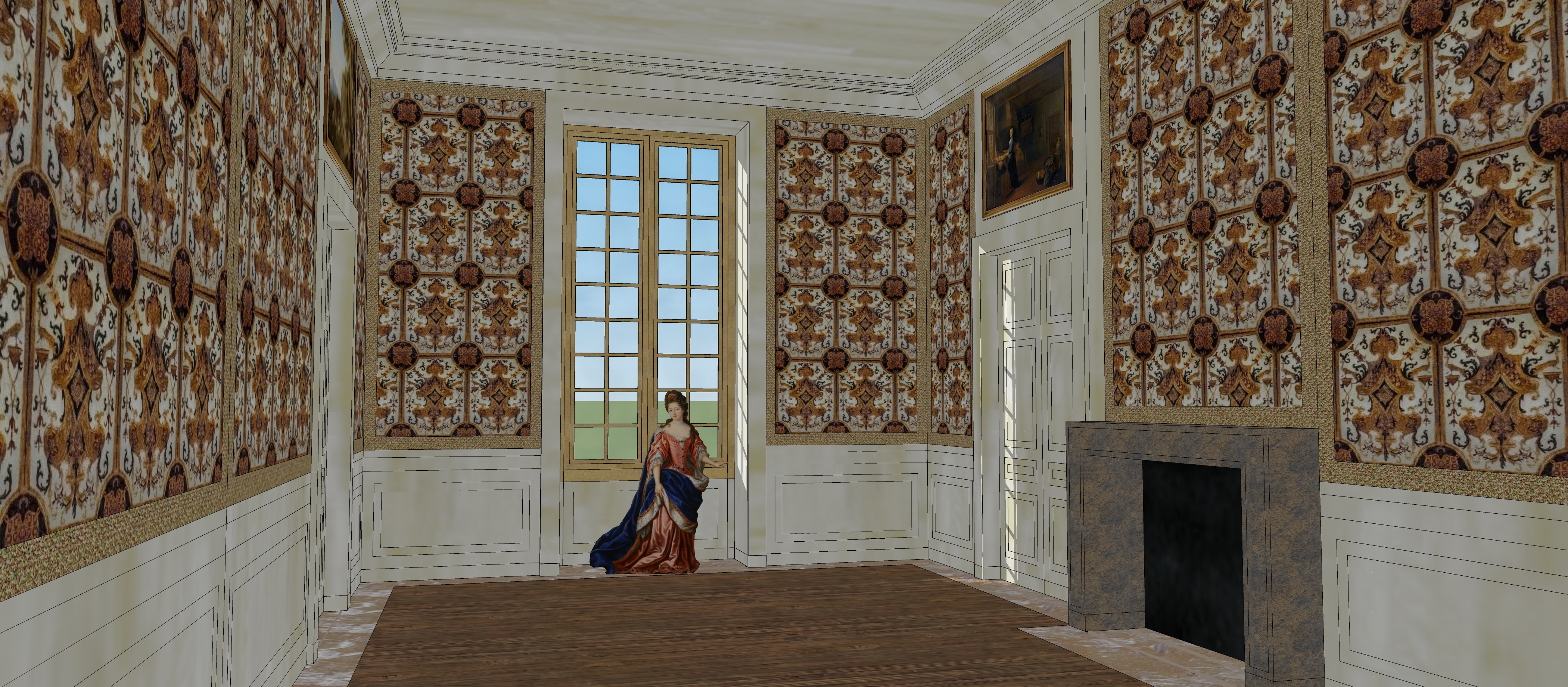
Restitution de l'antichambre nord du premier étage du château de Sceaux, face à l'escalier, 1683.
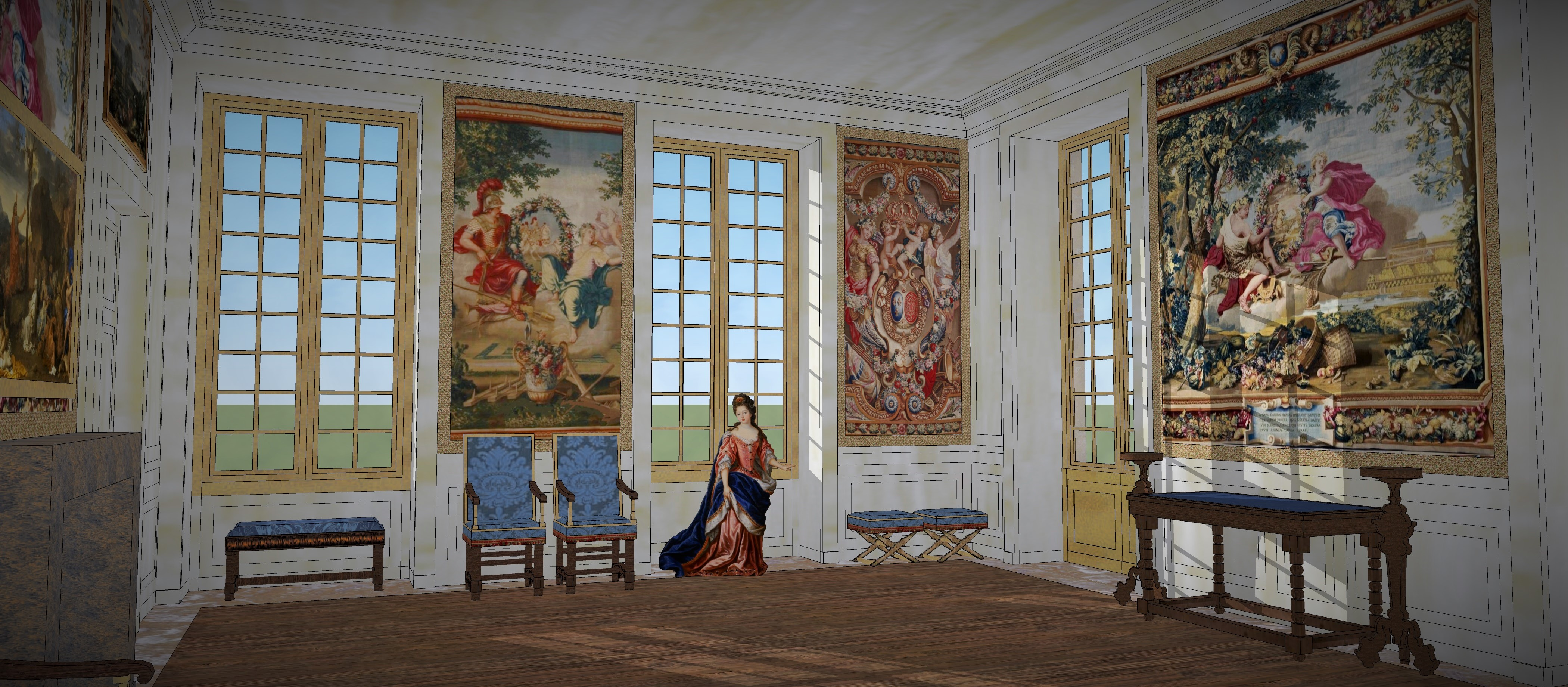
Evocation de la chambre nord (des Gobelins) du premier étage du château de Sceaux, 1683.

#### Les jardins du temps de Colbert (1670-1683)
Pour les jardins, Le Nôtre créa un axe nord-sud parallèle à la façade principale du château : sur plus d'un kilomètre. Il commençait du côté du village avec un bassin en demi-lune, puis suivait deux allées, une grande cascade et, en contrebas, le bassin dit de l’Octogone. D'est en ouest s'étageaient des terrasses à pans coupés. À l'est, le potager était dominé par le pavillon dit de l'Aurore. Le parc était orné de nombreuses statues dont le célèbre Hercule gaulois de Pierre Puget (1661 et 1662, Paris, musée du Louvre). La Grande Cascade, dont les eaux sortaient des urnes de deux statues de fleuves dues à Antoine Coysevox, faisait l'admiration des contemporains. L'entrée d'honneur, les écuries et le Pavillon de l'Aurore date de cette première période, Charles le Brun décorant la coupole du Pavillon en 1672. En 1675, Nicolas le Jongleur, fontainier méconnu, fut associé au paysagiste. Le domaine, comme Versailles, étant en manque d'eau, il créa plusieurs conduites à partir des communes environnantes. La première captait les eaux des Vaux-Robert près de Fontenay-aux-Roses. Mais en 1680, l'étang Colbert fut réalisé au Plessis-Piquet afin de recueillir les eaux pluviales. Pour éviter un mélange avec les eaux potables de Vaux-Robert, une nouvelle canalisation les amena au réservoir du Moulin. Une troisième conduite achemina les eaux de la seigneurie d'Aulnay. Ces eaux finissaient dans les grandes Cascades et le bassin de l'Octogone. En 1688, ce fut la construction du grand Canal.[source insuffisante].
Les jardins du temps de Colbert étaient bien différents de ceux conservés de nos jours : le rôle du paysage dans le lointain avait beaucoup plus de place, on s'émerveillait de la vue champêtre, qui s'effacera au fur et à mesure par la hausse et la densité de la végétation ainsi que par la création du grand canal et des grandes allées du temps de Seignelay. 

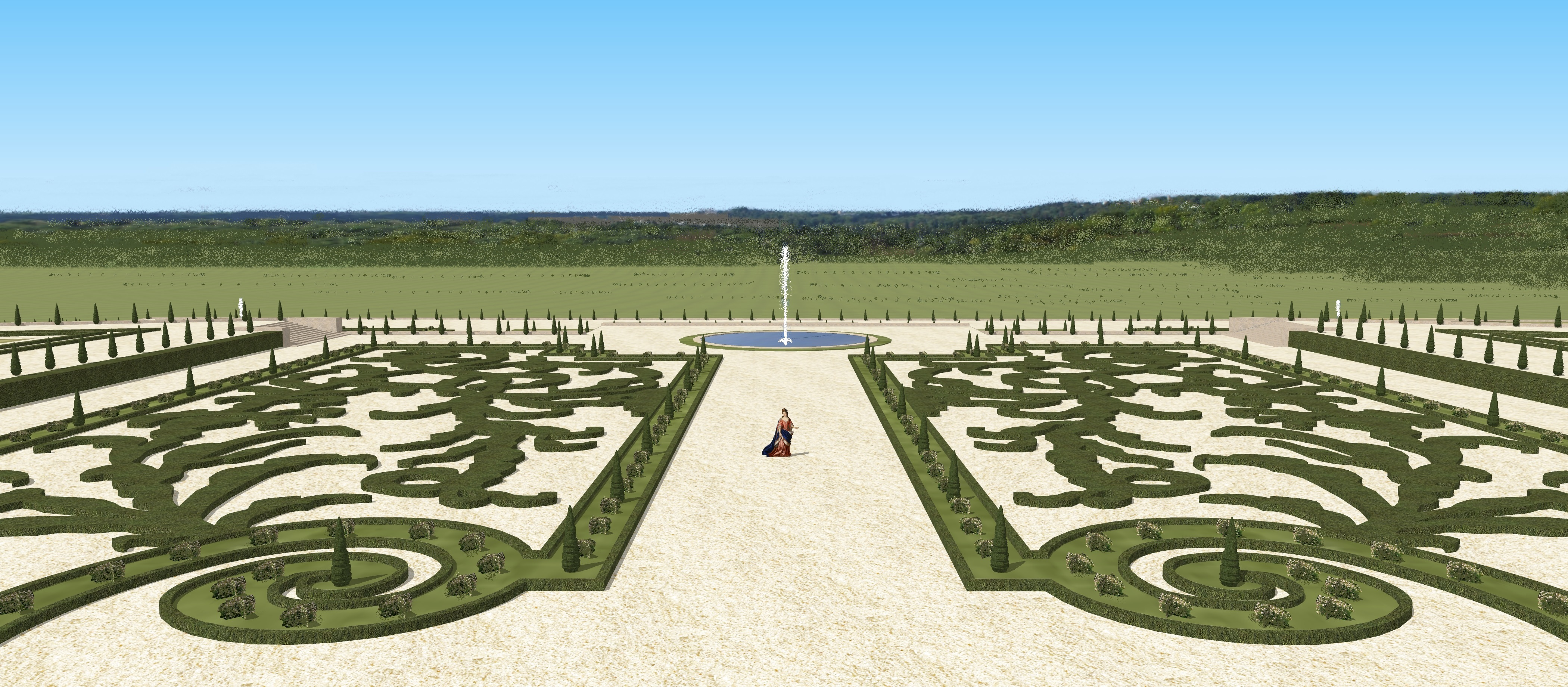
Restitution du grand parterre du château de Sceaux, depuis le premier étage, au temps de Colbert, 1683.
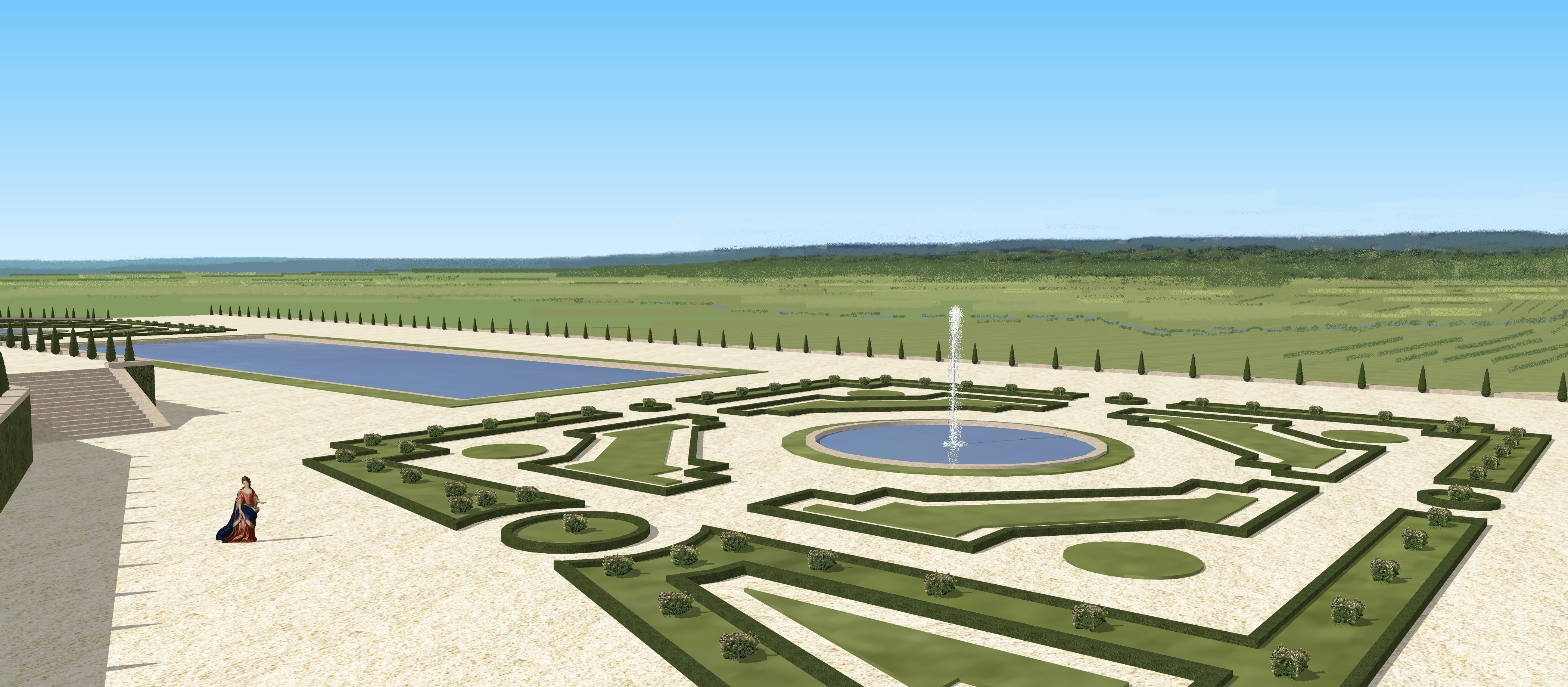
Restitution de la vue sur le petit parterre nord des jardins du château de Sceaux au temps de Colbert, vers 1680.
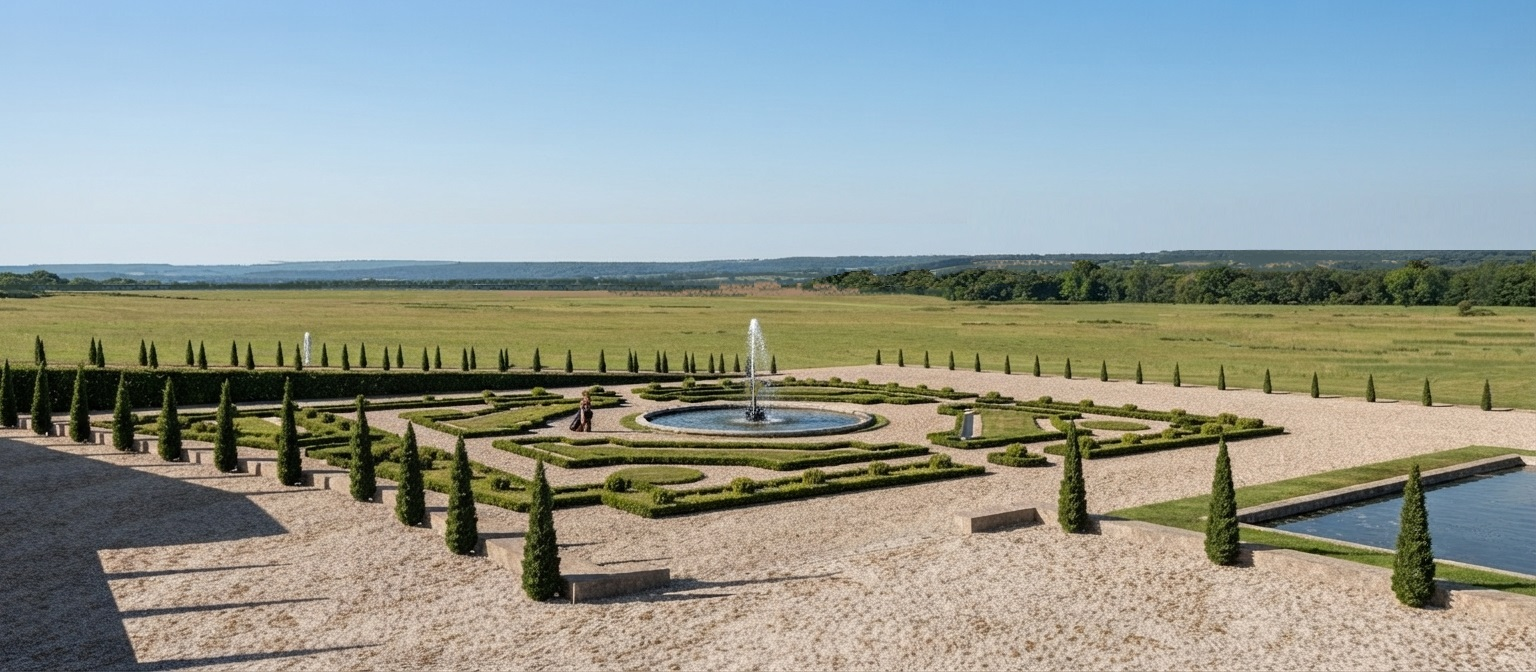
Restitution du petit parterre sud des jardins du château de Sceaux au temps de Colbert, vers 1680.
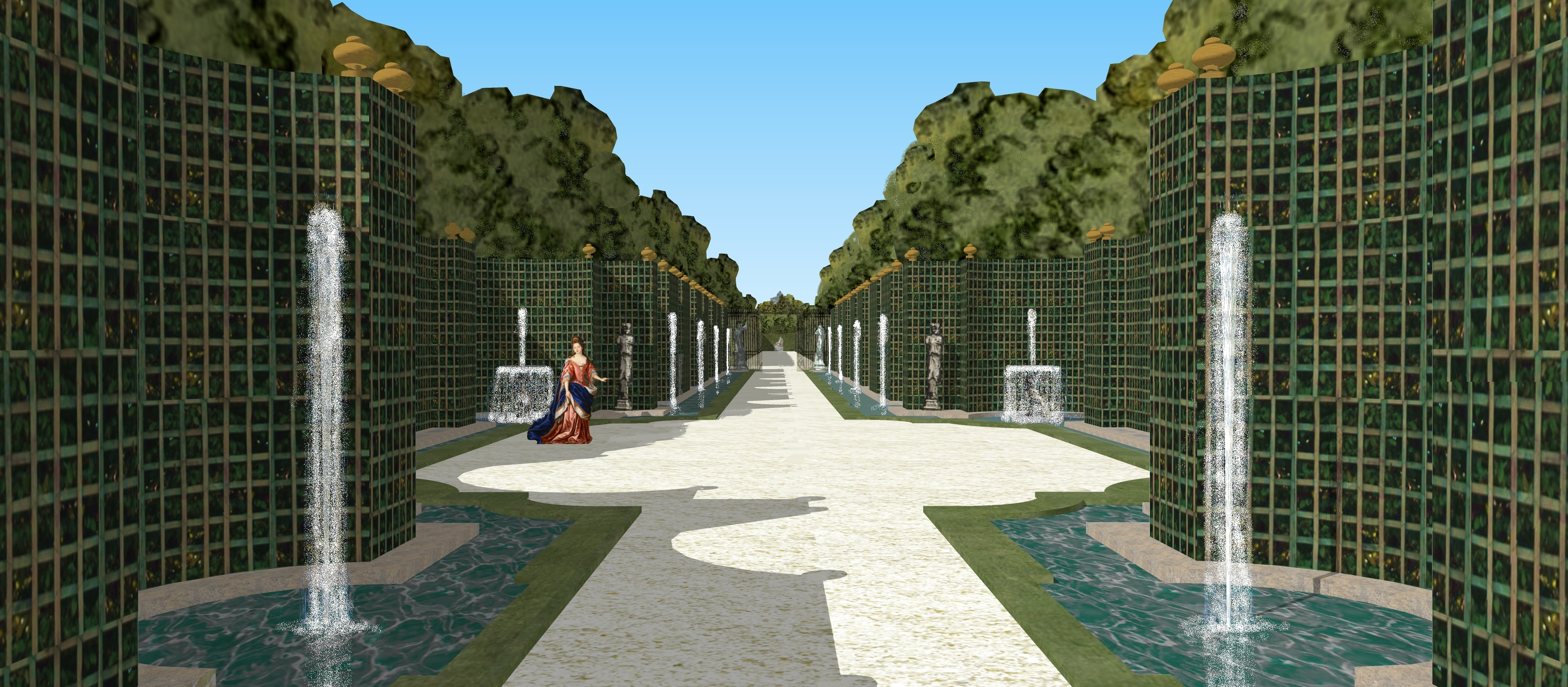
Restitution de la galerie d'eau du château de Sceaux, XVIIe siècle.
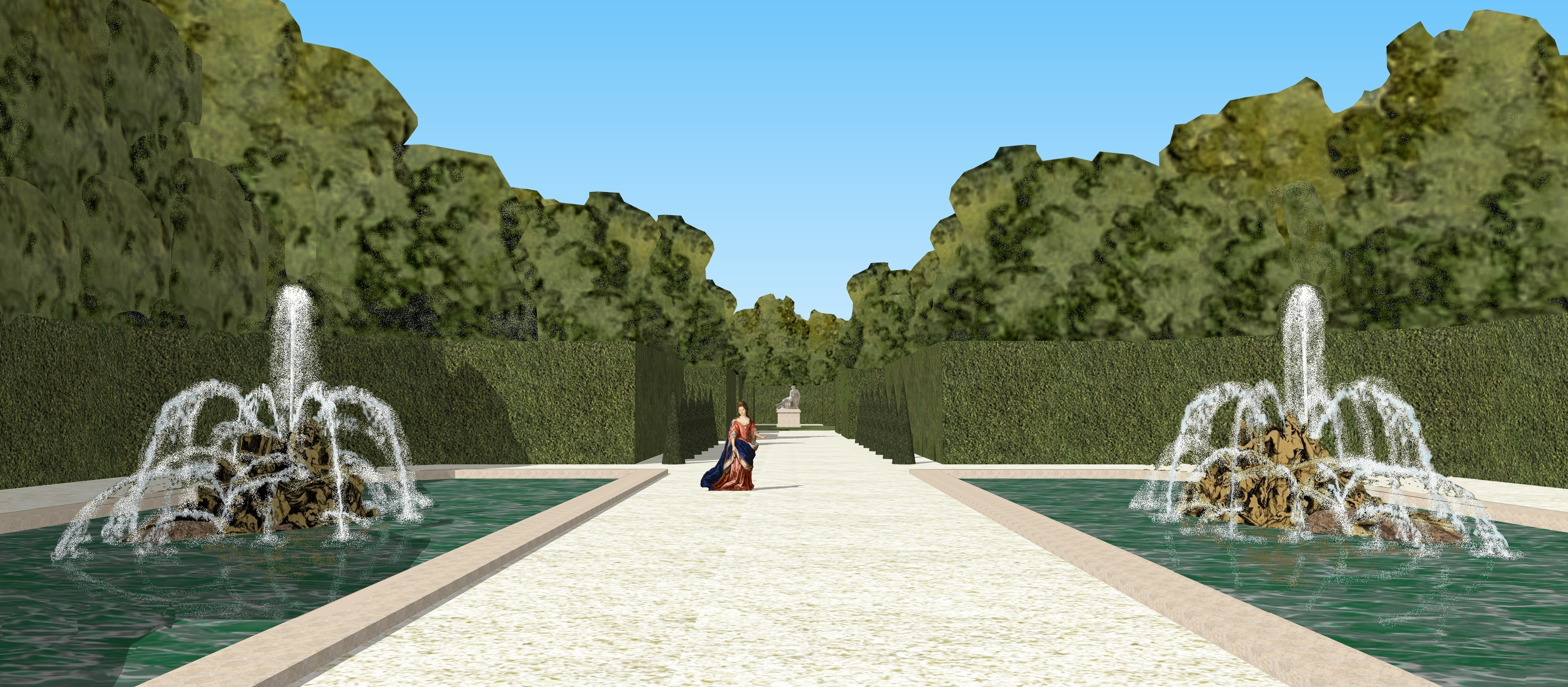
Essai de restitution du Bosquet des fontaines d'Éole et Sylla au château de Sceaux, fin du XVIIe siècle.
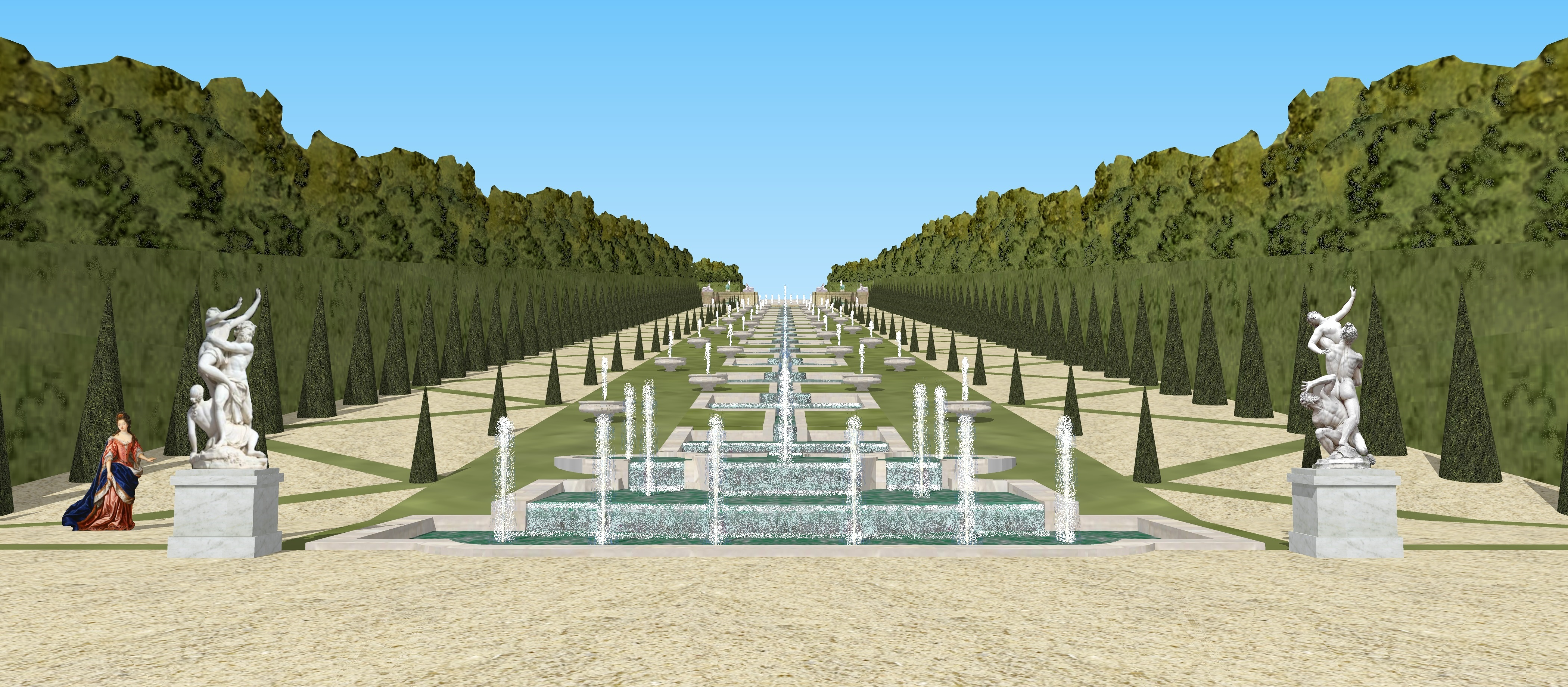
Restitution 3D de la Grande Cascade du château de Sceaux, fin du XVIIe siècle (voir le clip vidéo).
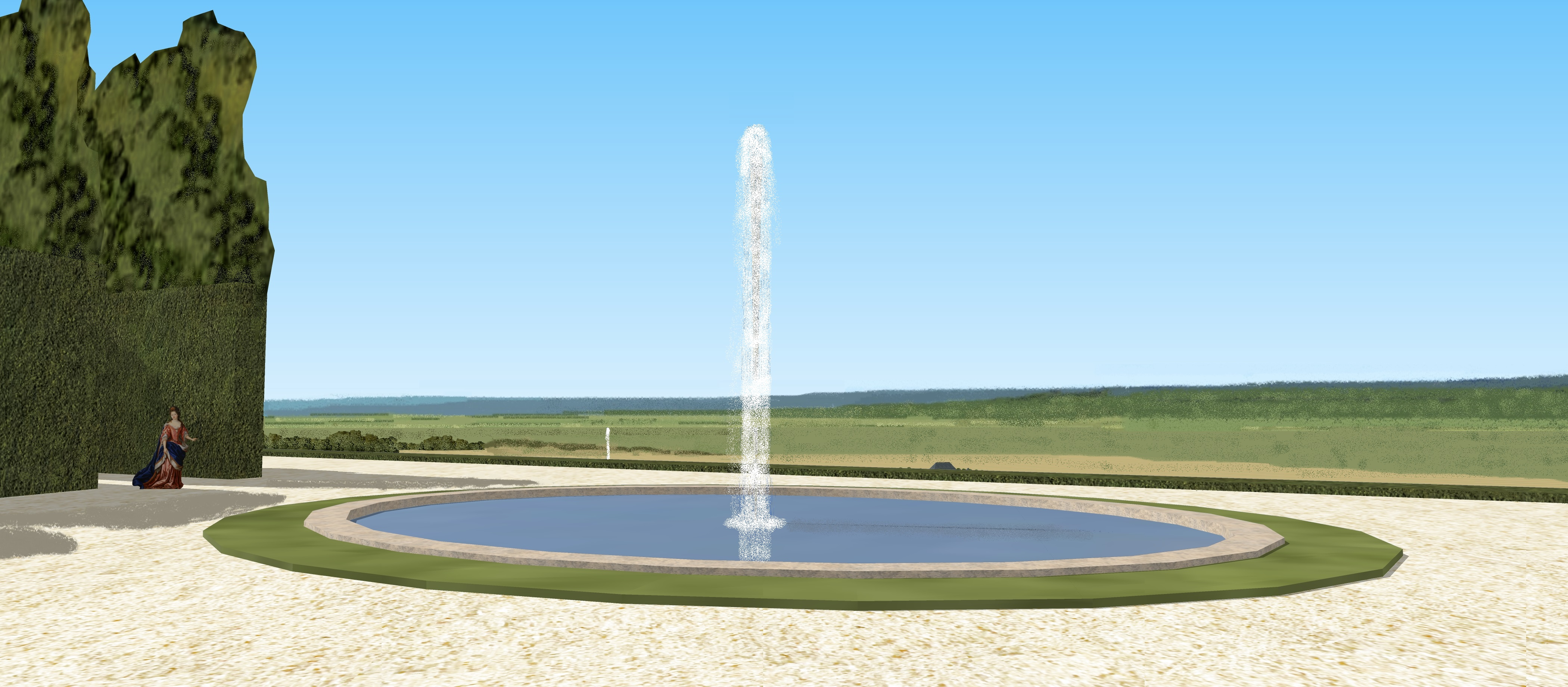
Restitution de la vue sur le bassin ovale des jardins du château de Sceaux, vers 1675.
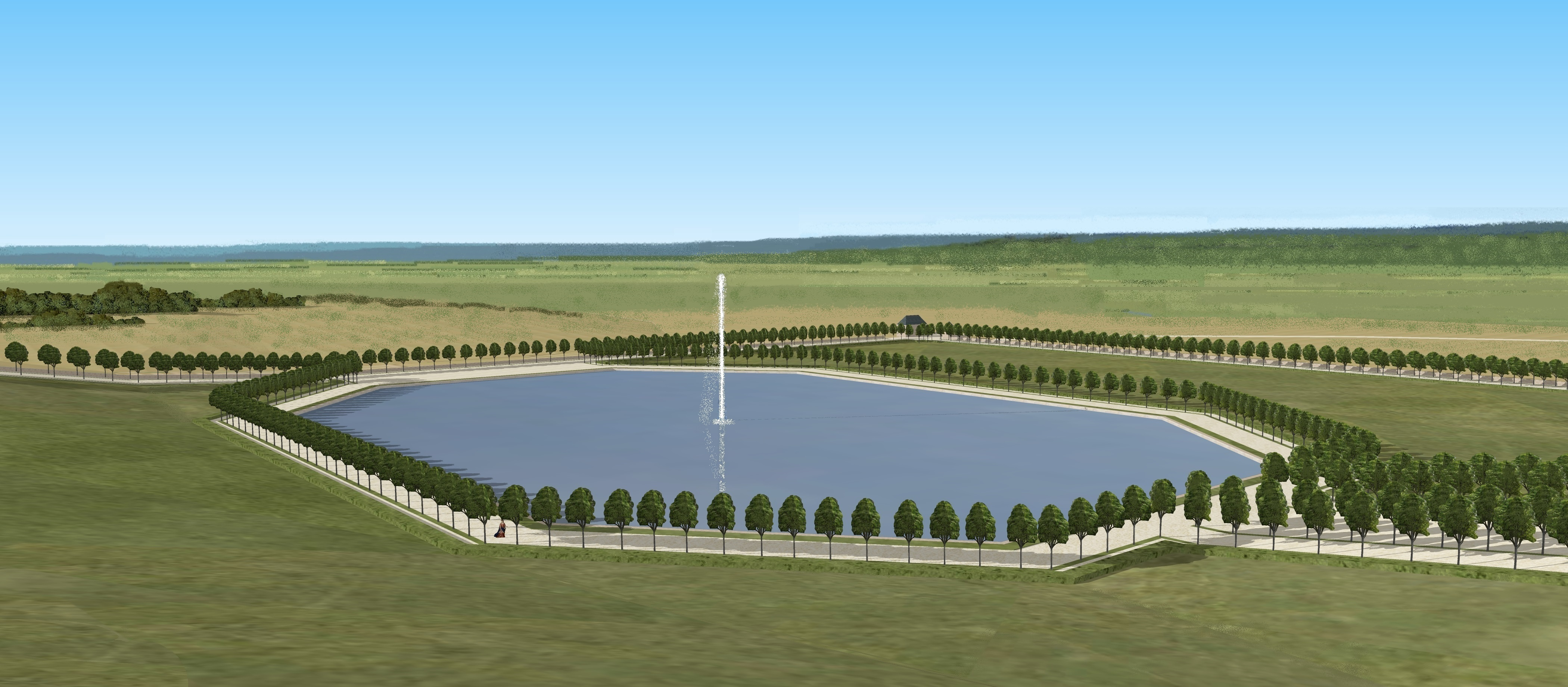
Restitution de la vue depuis l'allée du bassin ovale sur l'Octogone du château de Sceaux, au moment de sa création par Colbert, vers 1670-1675.

#### Les fêtes et réceptions

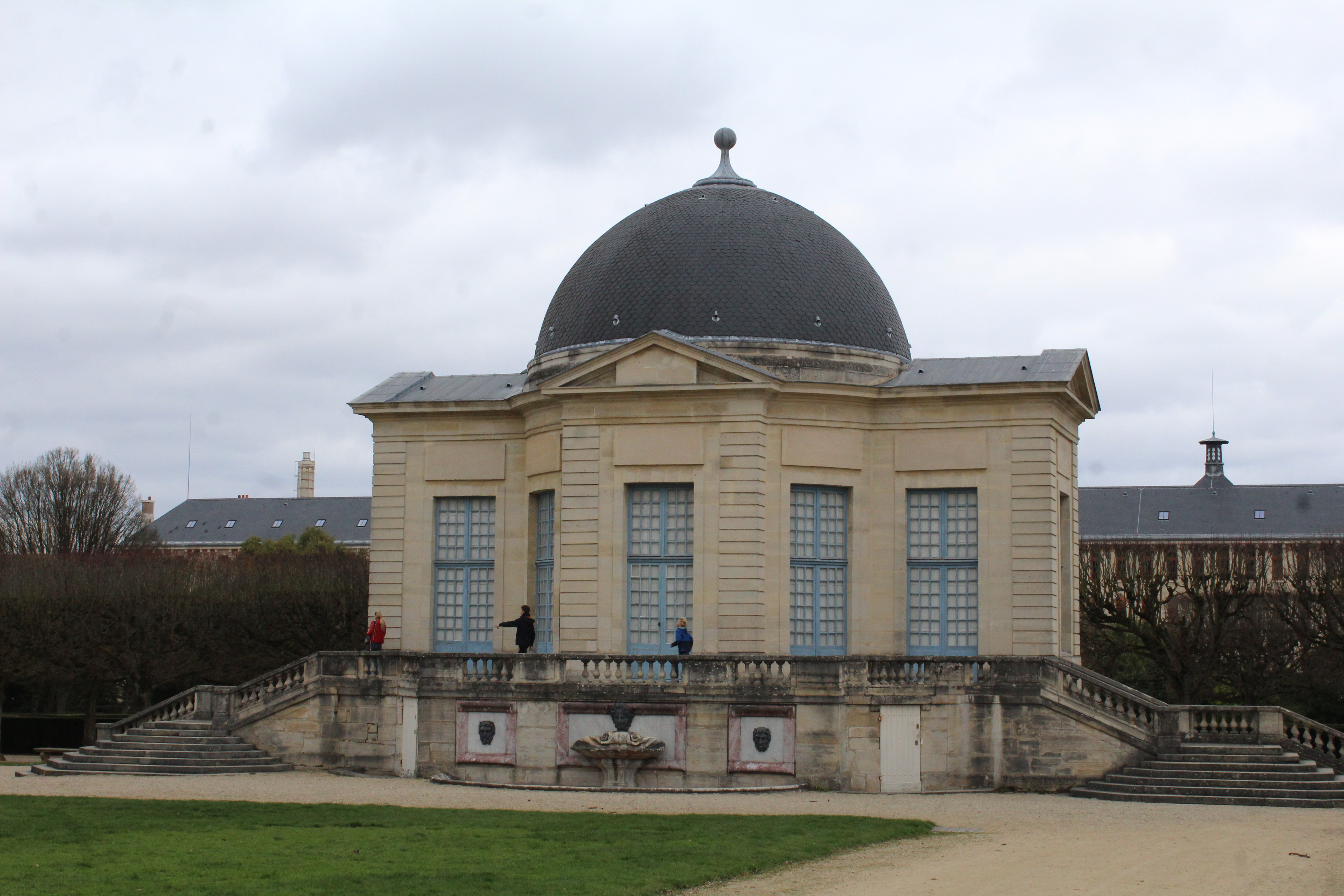
Pavillon de l'Aurore à Sceaux.

En août 1673, Colbert reçoit dans son château Monsieur, frère du roi, venu solliciter des subsides pour une fête qu'il projette de donner. En juin 1675, la reine, le dauphin et la dauphine visitent à leur tour le domaine. En juillet 1677, le roi enfin vient à Sceaux. C'est pour Colbert un exercice difficile et à haut risque, dont il s'acquitte en parfait courtisan. Leurs Majestés visitent les appartements, dont elles remarquent « la merveilleuse propreté » avant d'entendre le prologue de l'opéra Hermione dans les jardins. Après le souper, l'on donne Phèdre de Racine dans la première orangerie, située dans l'aile droite du château. En sortant, Louis XIV est acclamé par la population de Sceaux réunie dans le jardin merveilleusement éclairé. Le souverain, enchanté, dira à son ministre qu'il ne s'est jamais si agréablement diverti, et le Mercure galant écrit de la fête « qu'elle fut somptueuse sans faste, et abondante en toutes choses sans qu'il y eût rien de superflu ».
En octobre 1677, Colbert invite tous les membres de l'Académie française. Après le déjeuner, Philippe Quinault donne lecture de son Poème de Sceaux dans le pavillon de l'Aurore tandis que Charles Perrault lit des stances très applaudies. Colbert ne resta à Sceaux que treize ans (1670-1683), son fils aîné poursuivra son œuvre pendant sept années, (1683-1690), la veuve de ce dernier continuera après sa disparition brutale.

### Le château du marquis de Seignelay (1683-1690 / 1699)

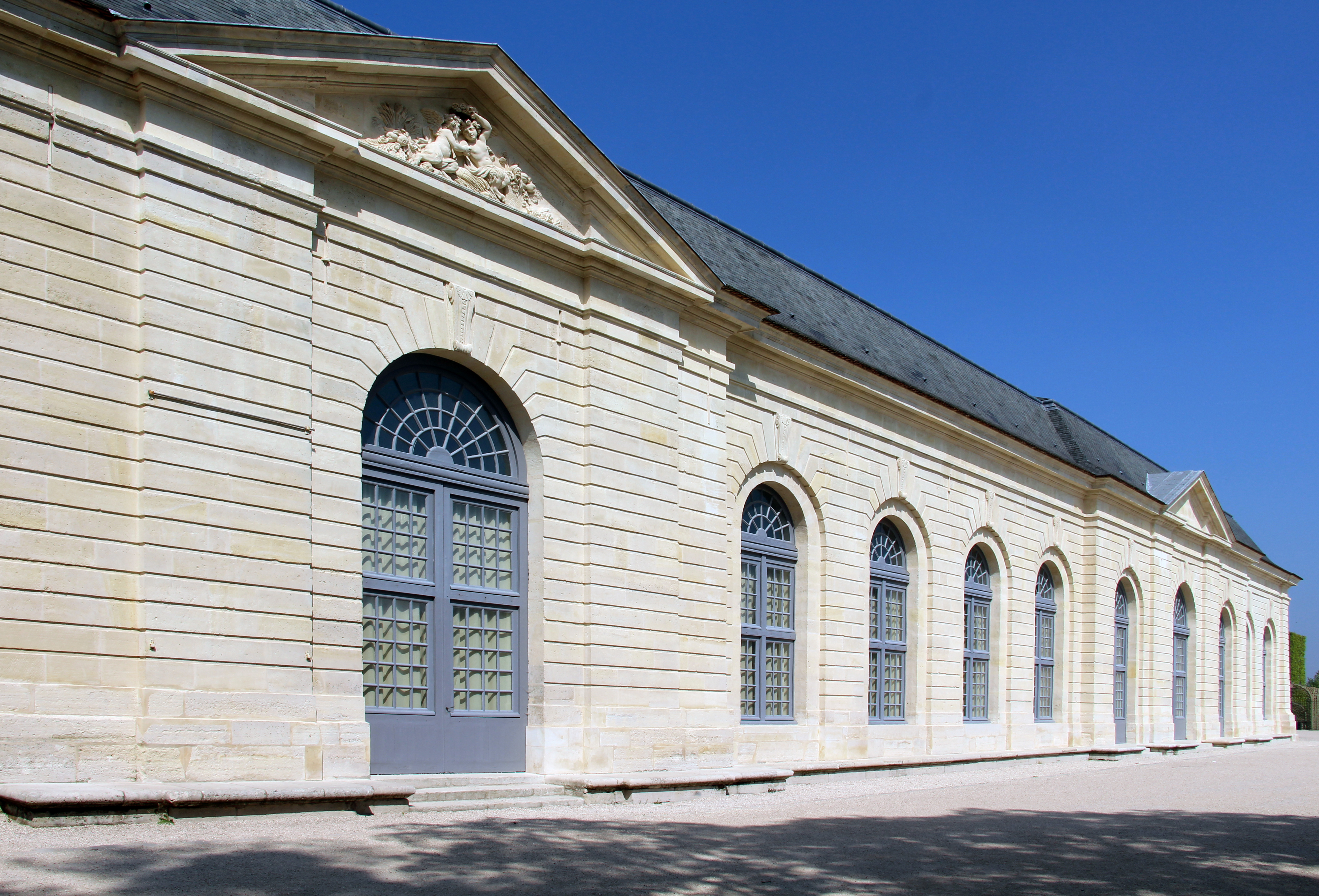
Orangerie du château de Sceaux, en 2017.

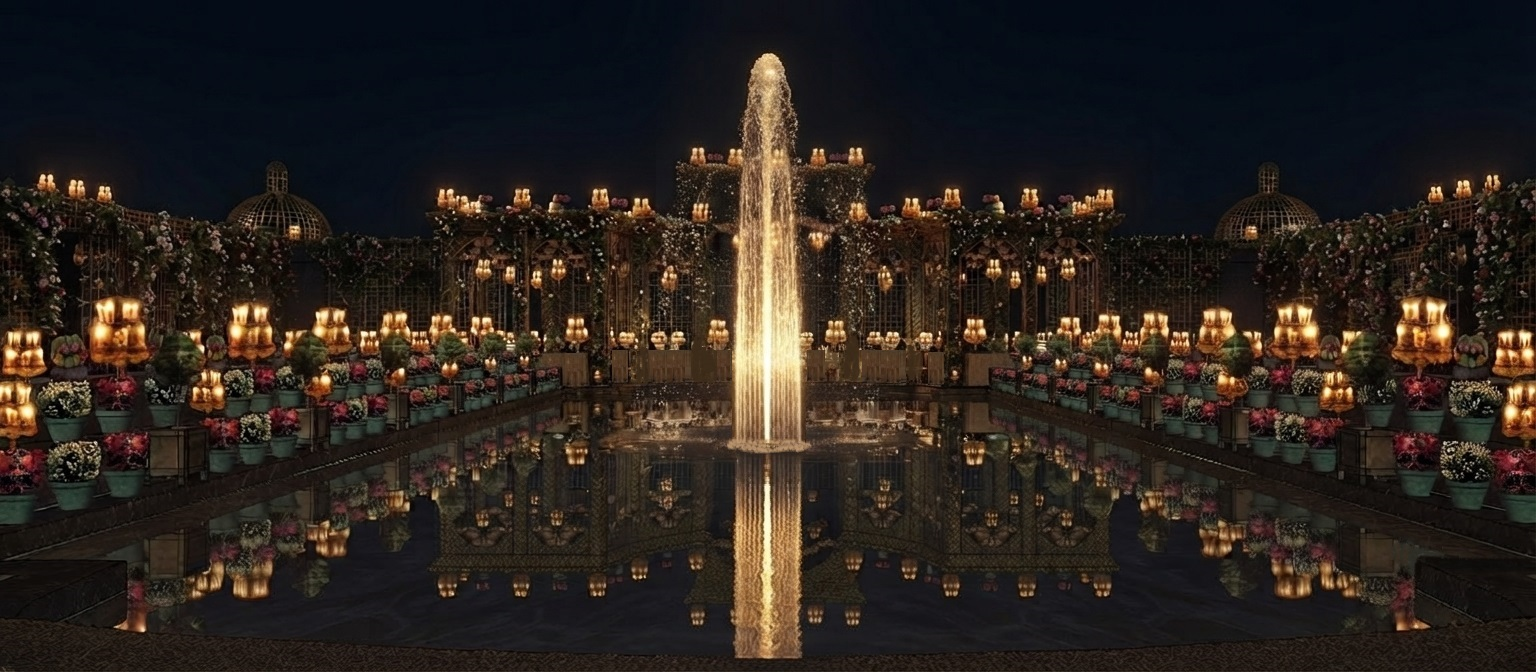
Restitution du banquet de la fête de juillet 1685 au château de Sceaux, vision symétrique par Louis XIV ou le Grand Dauphin.

Lorsque Colbert meurt en septembre 1683, le château de Sceaux devient la propriété de son fils, l'aîné de neuf enfants, le marquis de Seignelay, homme brillant qui succéda également dans plusieurs des charges de son père : Marine et secrétariat d'État à la Maison du roi. Celui-ci fait luxueusement réaménager les intérieurs, commandant notamment un appartement dans le goût chinois, décoré de laques, destiné à sa femme. Il fait construire en 1686 par Jules Hardouin-Mansart l'orangerie qui subsiste en partie aujourd'hui (longue à l'origine de 80 mètres ; elle a été amputée de sa partie Est pendant la guerre de 1870). Elle fera l'admiration des contemporains et servira dès le début de galerie d'art, visitée par les ambassadeurs du roi du Siam.

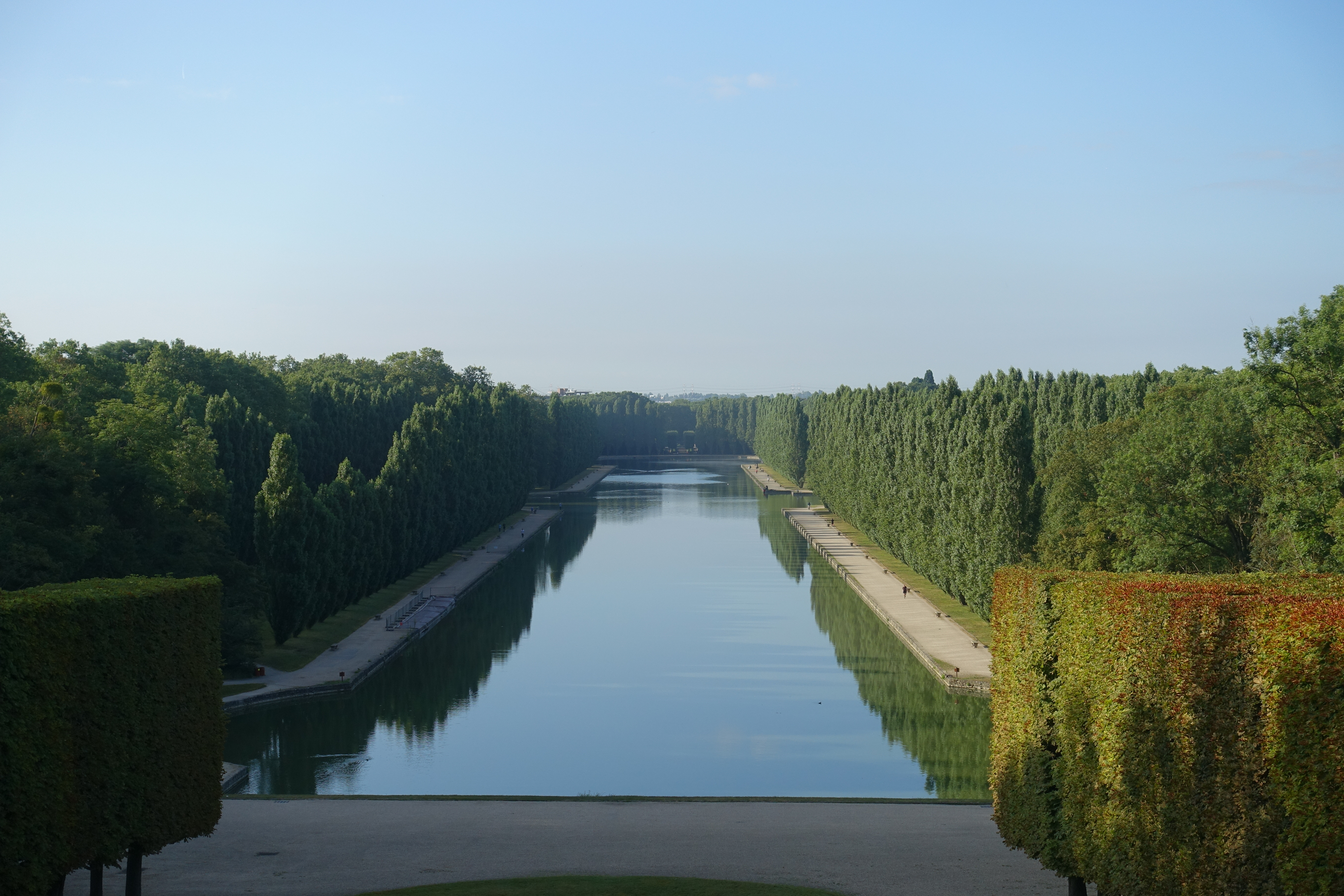
Le grand canal créé par Seignelay.

Il agrandit considérablement le parc, en achetant la seigneurie de Châtenay au chapitre de Notre-Dame de Paris, portant la surface du domaine à environ 227 hectares. Parc dans lequel il fait créer par Le Nôtre un second axe, perpendiculaire à l'axe originel, en creusant le Grand Canal, long de 1 140 mètres, achevé en 1691 et la création de la terrasse le surplombant dite aujourd'hui « Terrasse des Pintades ». L’ensemble des terrassements et des parterres devant le château sont remaniés pour créer quatre niveaux de terrasses en pente douce, ornés de parterres de broderies avec bassins, d'un parterre de compartiments surplombant le canal et d'un Tapis Vert en direction de Châtenay-Malabry à l'ouest.
Le 16 juillet 1685, Seignelay reçoit le roi et la Cour lors d'une fête demeurée célèbre, organisée par l'ornemaniste Jean Berain. Le roi se promène longuement dans les jardins. Il admire le pavillon de l'Aurore, les bassins et les fontaines puis il regagne le château. L'orangerie qui occupe alors l'aile sud du château a été transformée en salle de spectacle ou l'on donna L'Idylle de Sceaux ou Idylle de la Paix, œuvre de Lully et de Racine, chantée par les membres de l'Opéra. La fête se termine par un somptueux festin. Les tables ont été disposées autour d'un nouveau bassin proche de l'aile sud du château.
Le marquis de Seignelay meurt en 1690 et son épouse en 1699 ; leurs enfants ne profiteront pas du domaine qui sera vendu par leur tuteur au duc et à la duchesse du Maine.

### Le château du duc du Maine et de ses enfants (depuis 1700)

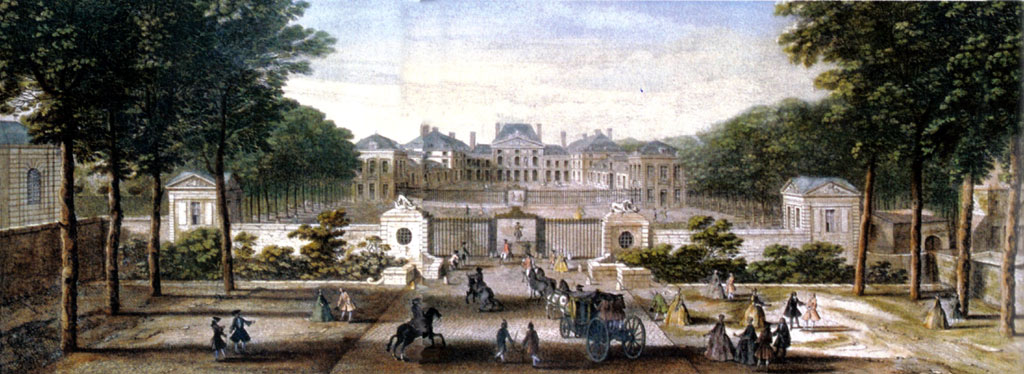
Le château de Sceaux au temps de la duchesse du Maine, gravure de Jacques Rigaud (1736).

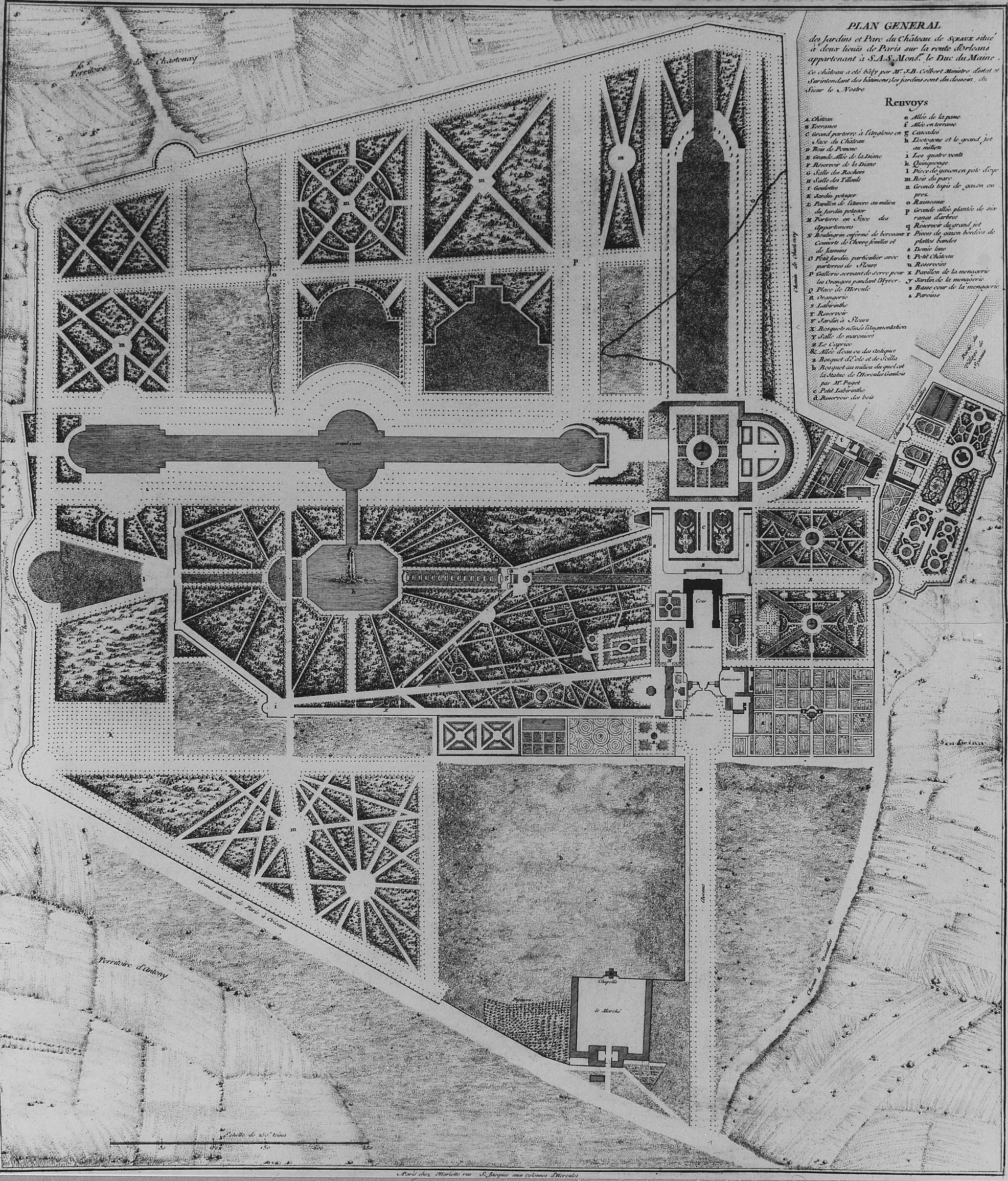
Plan du parc du château de Sceaux au début du XVIIIe siècle, au temps du duc du Maine.

En 1700, les héritiers du marquis de Seignelay vendent le château au duc du Maine, fils naturel légitimé et préféré de Louis XIV et de madame de Montespan. La duchesse du Maine (1676-1753), petite-fille du Grand Condé, tient à Sceaux une cour brillante. Elle fait construire par Jacques de La Guépière le pavillon de la Ménagerie (détruit), situé au nord du grand parc et entouré d'un jardin. Ils donnent une fête brillante pour célébrer le départ du duc d'Anjou, petit-fils de Louis XIV, en Espagne, dont il deviendra roi sous le nom de Philippe V. Elle crée, en 1703, l'ordre de la Mouche à Miel et sa devise est : « Je suis petite certes mais je fais de cruelles blessures », vers tiré de L'Amintas du Tasse.
À la mort de la duchesse du Maine en 1753, le château passe à ses fils, d'abord au prince de Dombes puis, au décès de celui-ci en 1755, au comte d'Eu. En 1775, à la mort du comte d'Eu, son cousin le duc de Penthièvre récupère l'héritage, et se sépare du château de Crécy dont il emporte tous les décors dont douze toiles peintes par François Boucher et huit peintes par Alexis Peyrotte. Ces dernières servirent à décorer le boudoir de Marie-Fortunée d'Este, princesse de Conti (1776) sa belle-sœur. En 1786, le duc projette de transformer une partie du parc en jardin à l'anglaise. En 1791, il donne le domaine à sa fille, la duchesse d'Orléans. Le duc de Penthièvre meurt le 4 mars 1793. Ses biens sont confisqués dès 1793. Les tableaux de Peyrotte furent vendus et les quatre ensembles comprenant cartons de François Boucher furent achetés en 1872 par le duc de Trévise.

Le château du duc du Maine
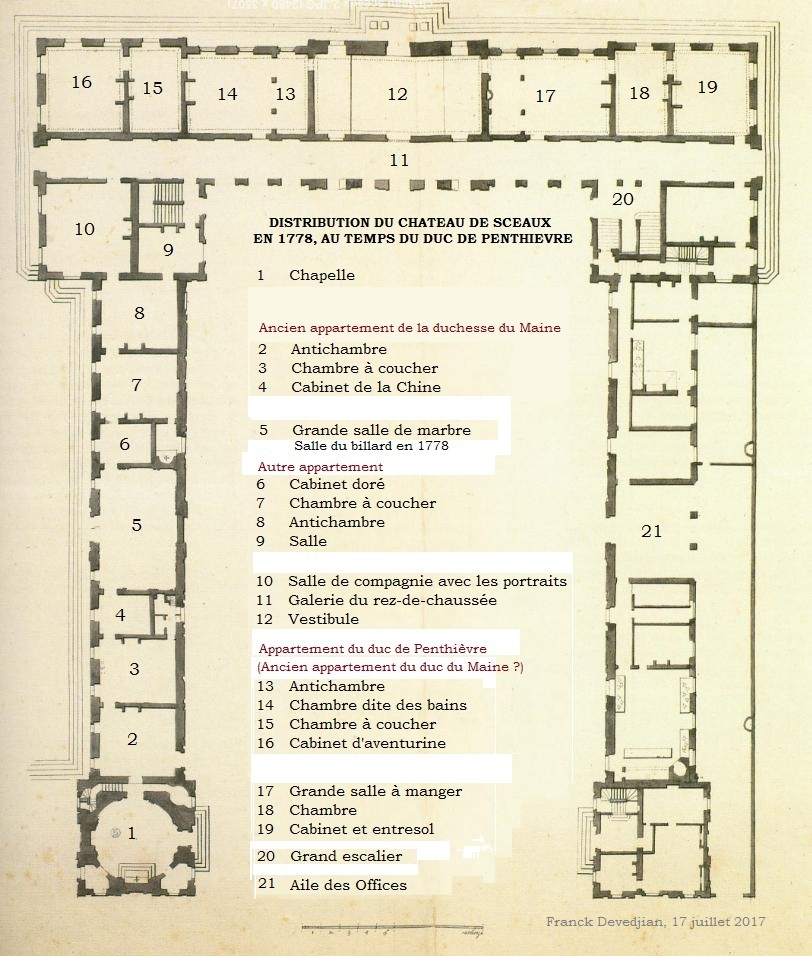
Plan de la distribution du château de Sceaux d'après la description de 1778.
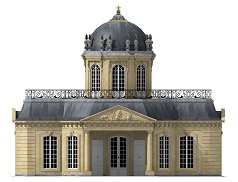
Façade de la Ménagerie du parc de Sceaux. Vue d'artiste (2016).

### Le domaine à la Révolution
Le domaine est confisqué comme bien national dès 1793. Il est transformé en école d'agriculture. La plupart des statues sont enlevées par Alexandre Lenoir pour son musée des monuments français. Le domaine est acheté en 1798 par Jean François Hippolyte Lecomte, négociant affairiste, enrichi dans le commerce du vin, proche de Fouché, qui, vers 1803, détruit le château pour en vendre les matériaux.

### Le château du duc de Trévise
En 1828, Anne-Marie Lecomte-Stuart (1808-1870), fille de M. Lecomte épouse Napoléon Mortier de Trévise (1804-1869), fils du maréchal Mortier, duc de Trévise. Deuxième duc de Trévise en 1835, celui-ci fait construire à l'emplacement du château de Colbert, le château de style Louis XIII en brique et pierre que l'on peut voir aujourd'hui. Les travaux sont dirigés par l'architecte Joseph-Michel Le Soufaché entre 1856 et 1862, d'après les projets de l'architecte Auguste Théophile Quantinet. Le parc est soigneusement replanté sur les tracés de Le Nôtre. Sous le Second Empire, le domaine est le théâtre de fêtes brillantes.
Le second duc de Trévise meurt en 1869. En 1870, le domaine est occupé par les troupes bavaroises qui saccagent le village de Sceaux. La propriété reste en indivision quelques années puis Hippolyte Mortier de Trévise, marquis de Trévise rachète leurs parts à ses frères et sœurs et continue à entretenir le domaine jusqu'à sa mort en 1892. 

### Le rachat du domaine par le département de la Seine
À la mort du marquis de Trévise, sa fille, la princesse Léonie de Faucigny-Lucinge-Cystria, devient la propriétaire du domaine. Celle-ci se désintéresse du domaine dont sa mère garde l'usufruit. Faute d’entretien, le parc donne l’impression d’avoir été laissé à l’abandon. Convoité par des marchands de biens, le domaine a pu être sauvegardé grâce au travail du maire de Sceaux, Constant Pilate, et de son successeur, Jean Baptiste Bergeret de Frouville. L'intérêt exceptionnel du domaine des Trévise et le caractère patrimonial de son jardin convainquent le département de la Seine de le racheter. La collectivité, dont le territoire englobait Paris et l’actuelle petite couronne, apparaissait comme la seule institution publique disposant à l’époque des moyens d’action nécessaires pour se porter acquéreur de ce vaste ensemble et mener les travaux indispensables à sa remise en état. Le 25 juin 1923, la princesse de Cystria s’engage à céder le domaine au département de la Seine pour la somme de 13 millions de francs. Pour pallier ce lourd financement, le département décide de lotir une partie des terrains aux bordures du parc. Le 5 juillet, une délégation de conseillers généraux visite le domaine de Sceaux ; le préfet de la Seine soumet sa proposition officielle le lendemain. Le 11 juillet, l’assemblée départementale donne au préfet l’autorisation d’acquérir le domaine des Trévise, qui rentre pleinement en possession du département le 11 novembre 1923.
Restent de l'époque de l'Ancien Régime, antérieure à la Révolution :
- l'axe menant de la route d'Orléans à l'entrée d'honneur du château avec ses douves sèches, son pont dormant et ses deux pavillons de garde ;
- le pavillon de l'Aurore décoré en 1672 ;
- l'orangerie, construite par Jules Hardouin-Mansart en 1686 ;
- les écuries, l'abreuvoir et les bâtiments de la ferme ;
- quelques statues de marbre ou de pierre rythmant certaines allées du parc (les jardins et parterres d'aujourd'hui, ne représentent qu'une partie du parc de Le Nôtre après son dépeçage partiel réalisé dans le but de créer des lotissements de grand luxe) ;
- les principaux axes du parc ;
- le grand canal et l'axe perpendiculaire ;
- le bassin de l'Octogone ;
- quelques degrés engazonnés.

Le pavillon de Hanovre a été installé à Sceaux en 1932 dans la partie du parc proche de Châtenay-Malabry.

Vues du château et du parc
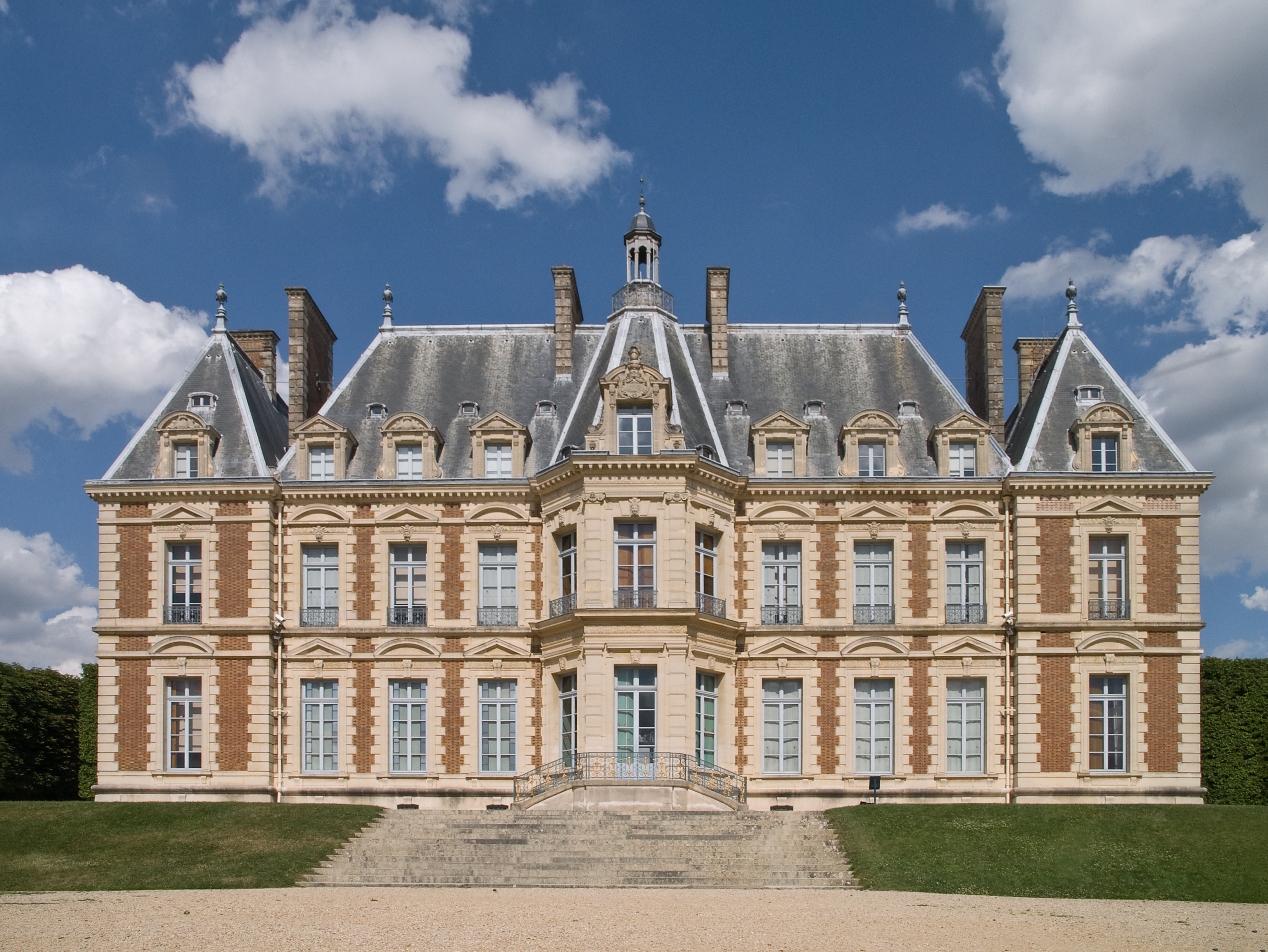
Façade ouest du château de Sceaux.
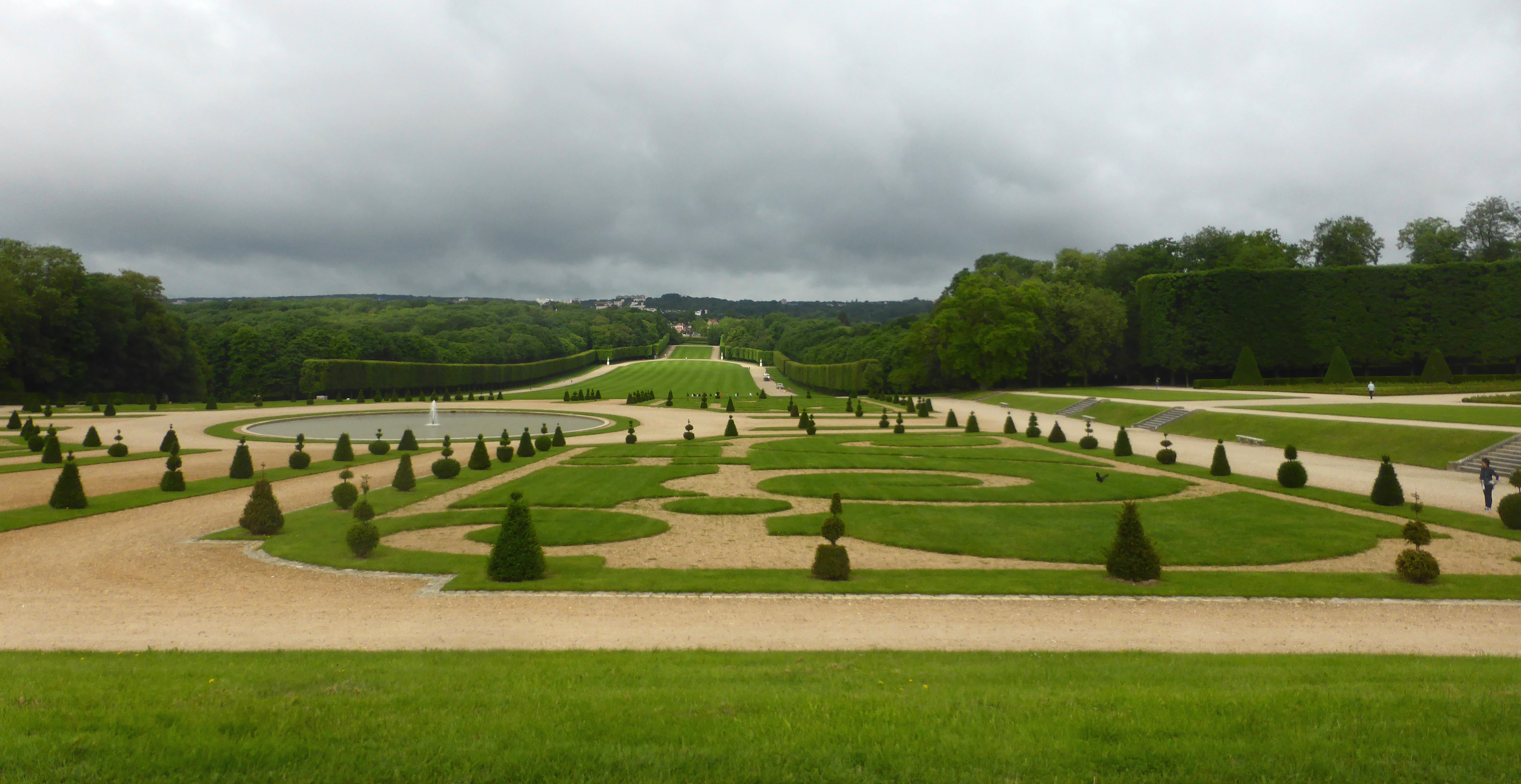
Parterre bas.
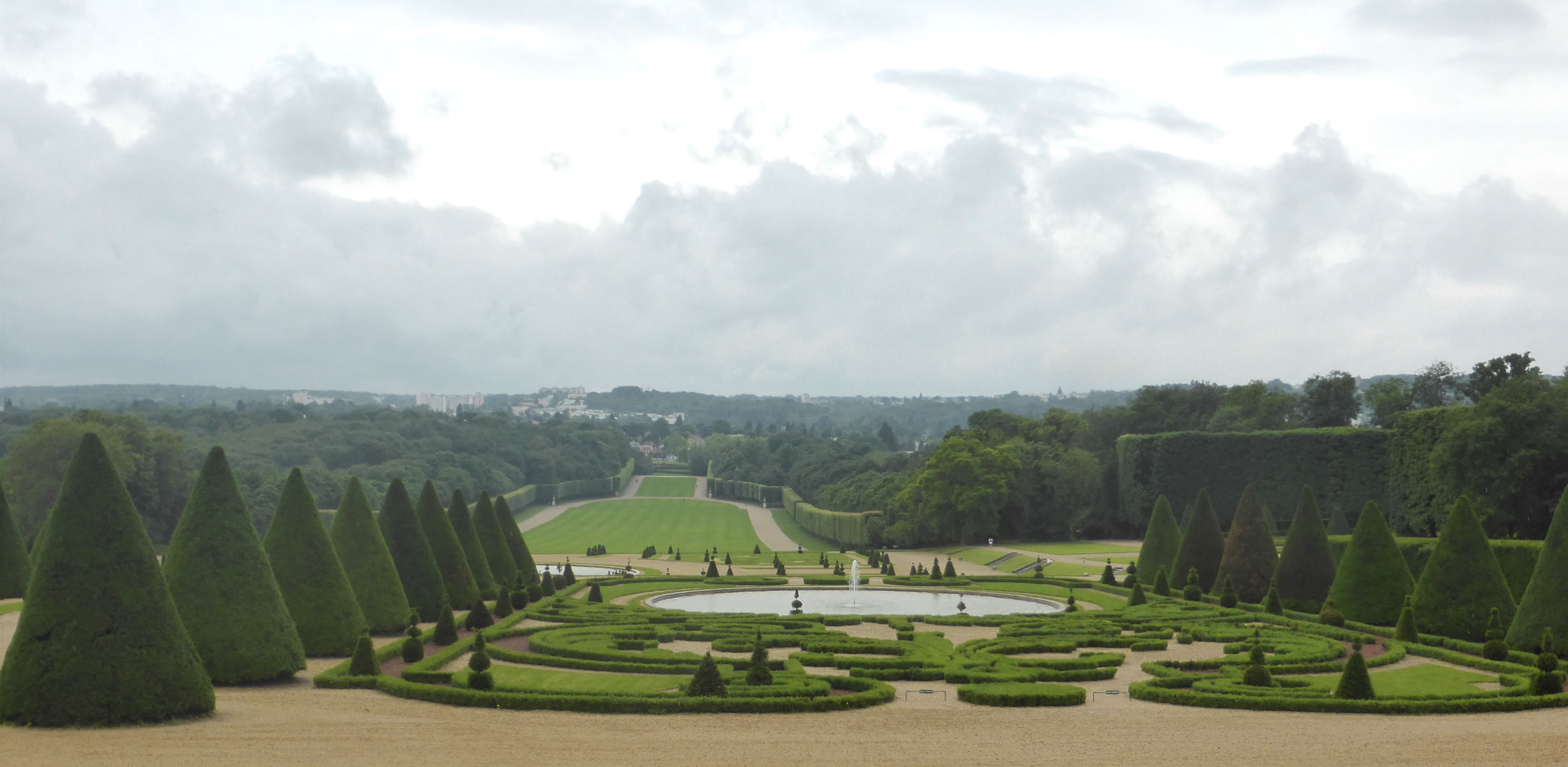
Nouveaux parterres.
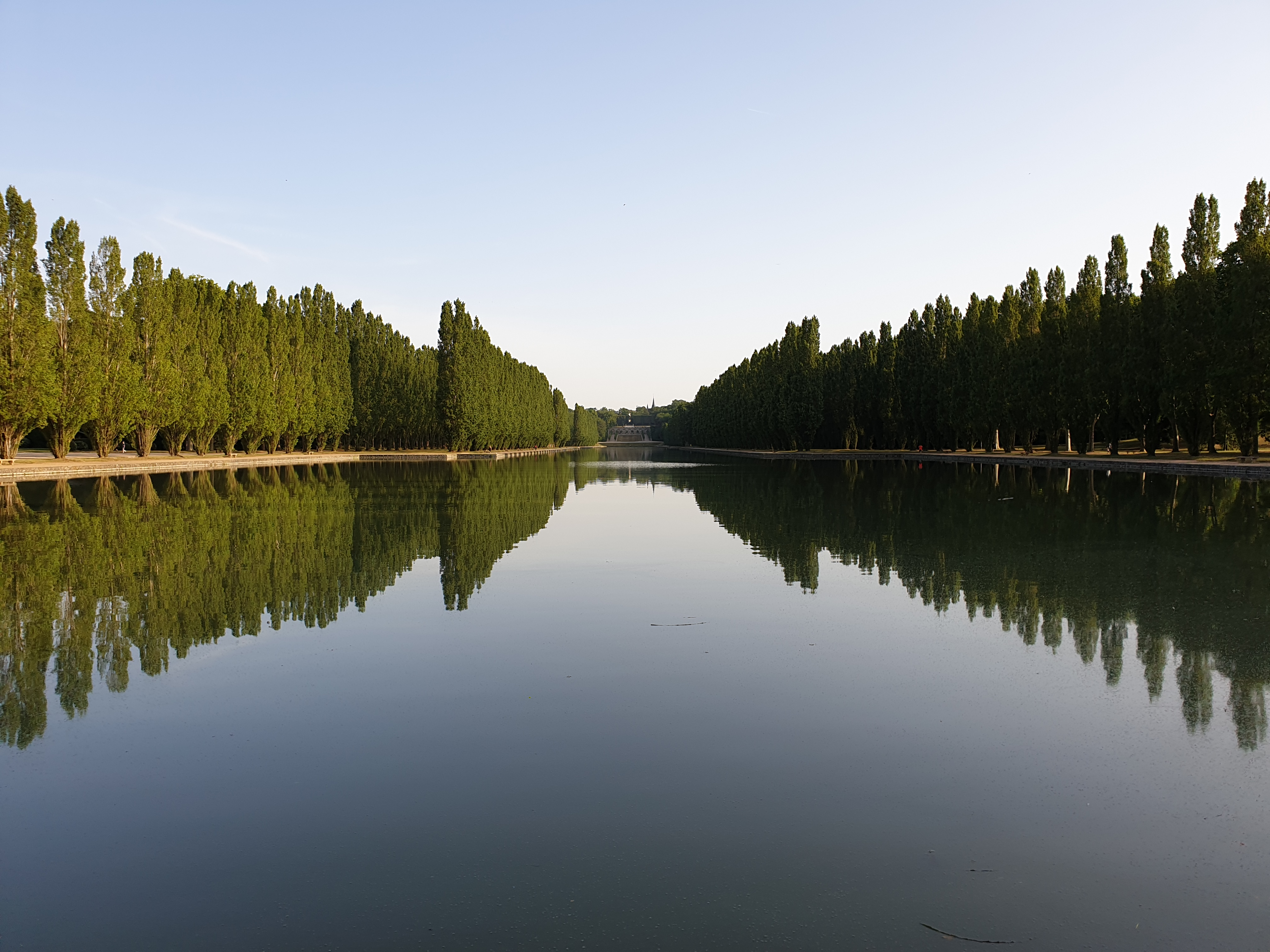
Grand canal en juillet 2019.
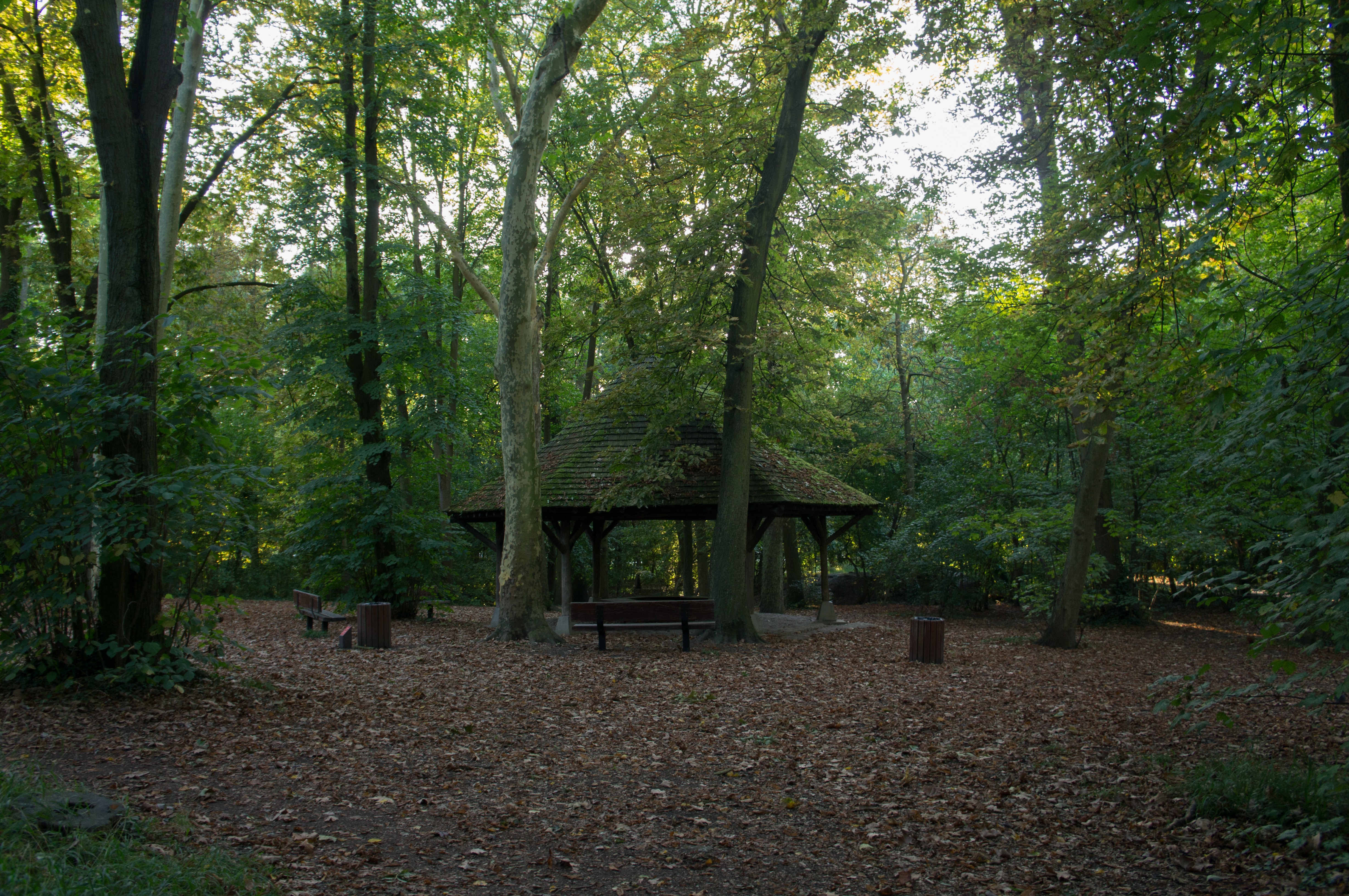
Kiosque.
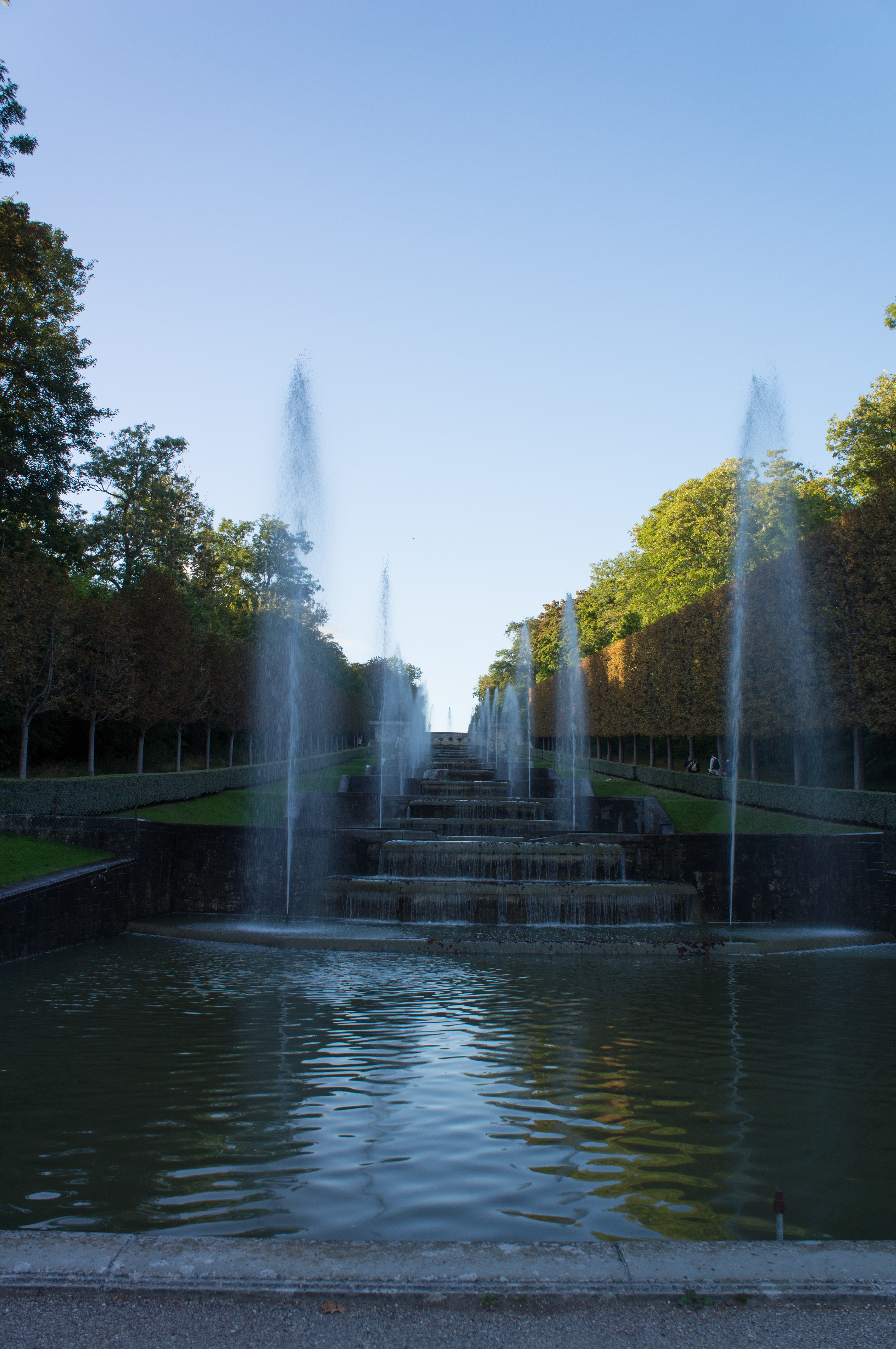
Cascade.
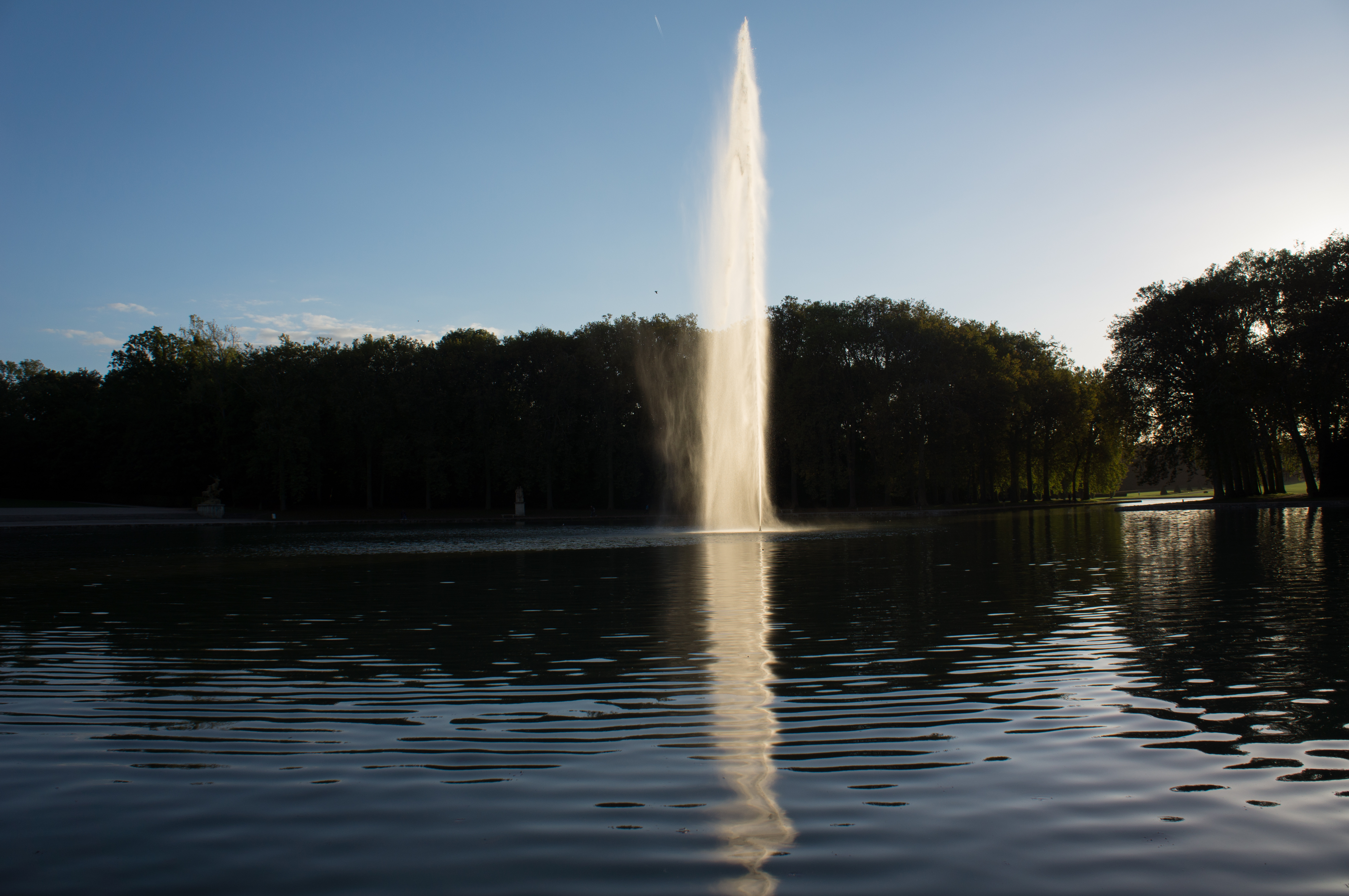
Fontaine de l'Octogone.

### Statuaire
Le parc contient de nombreuses statues.

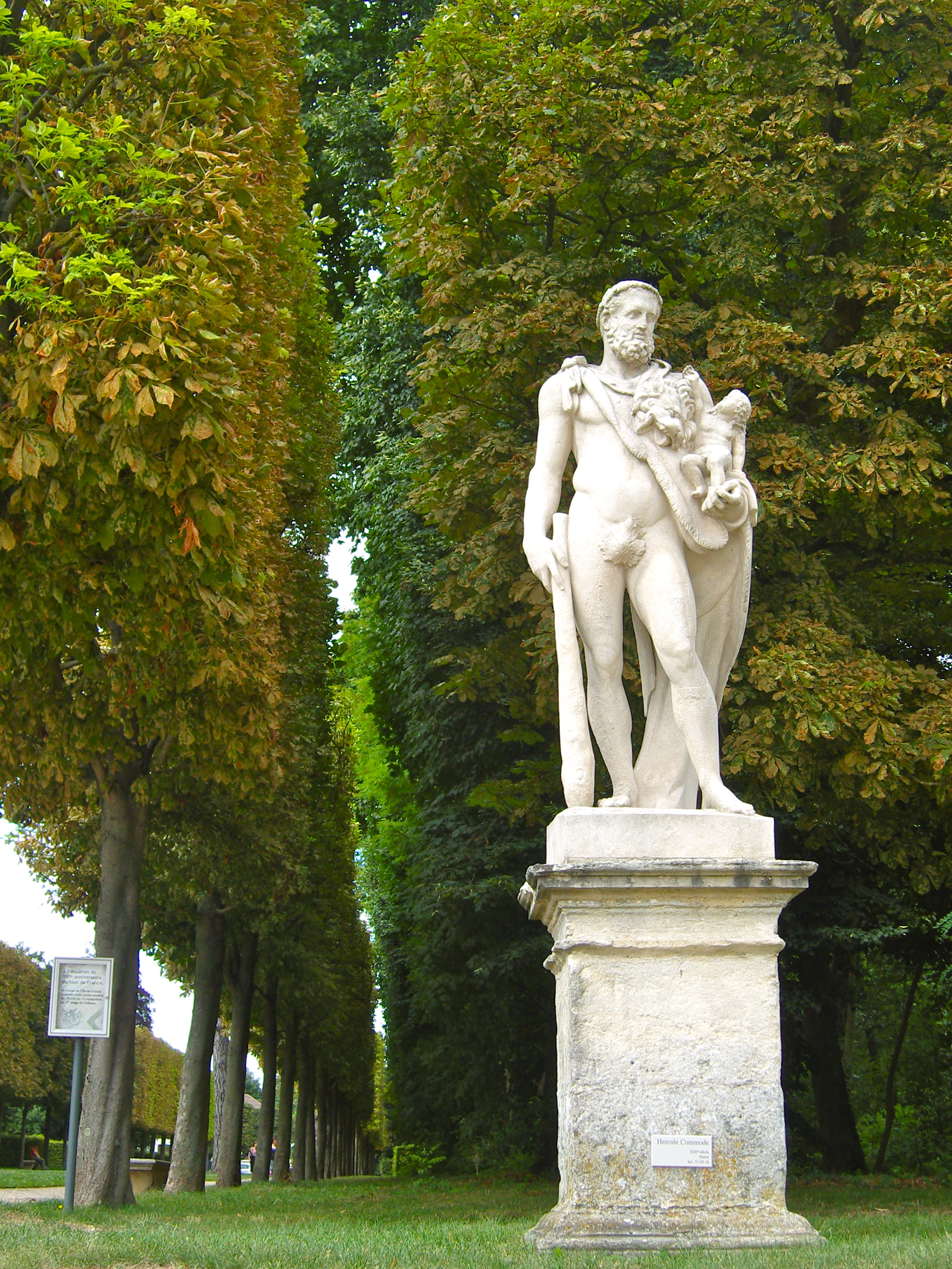
Statue d'Hercule au parc de Sceaux.

- Combat d'une licorne et d'un dragon et Chien égorgeant un loup (vers 1672-1675). Pendant longtemps donnés à Antoine Coysevox, ces deux groupes animaliers en pierre, dont les originaux sont présentés dans l'orangerie, sont maintenant attribués à Jean-Baptiste Théodon (1645-1713). Ceux de l'entrée du parc sont des moulages en résine de pierre réalisé par le maître d'art: Michel Lorenzi.
- L'Aurore (1949-1950) et Le Crépuscule (1950-1953), par René Letourneur (1898-1990), sculptures en pierre, à droite en entrant dans le parc du côté du pavillon de l'Aurore.
- Harmonie (2009), par René Letourneur, bronze d'après un marbre original de 1973, à l'entrée devant la cour des écuries.
- L'Olympe (1988), par Claude Lalanne, bronze et cuivre, dans le bassin du jardin du Petit château de Sceaux.
- Les Félibres (entre 1838 et 1913), onze bustes en bronze ou en marbre de poètes provençaux, dont Frédéric Mistral et Florian, autour du bassin des Félibres, derrière le chevet de l’église.
- Jean-Baptiste Bergeret de Frouville[b] (2013), par Claude Abeille, bronze, près du bassin de Pomone (bassin aux petits bateaux vers l'entrée sur la rue Houdan).
- Flore Farnèse, par Antoine André, moulage en résine, l'original en marbre est conservé dans l'orangerie. Une copie de 1676 du même artiste est conservée au jardin des Tuileries à Paris.
- Hercule Farnèse, par Giovanni Comino, moulage en résine, dans le jardin fleuri le long de l'orangerie, l'original en marbre est conservé dans l'orangerie.
- Le Gladiateur Borghèse (seconde moitié du XVIIe siècle), bronze, à droite du château à l’entrée de l’allée de Diane, dépôt du musée du Louvre.

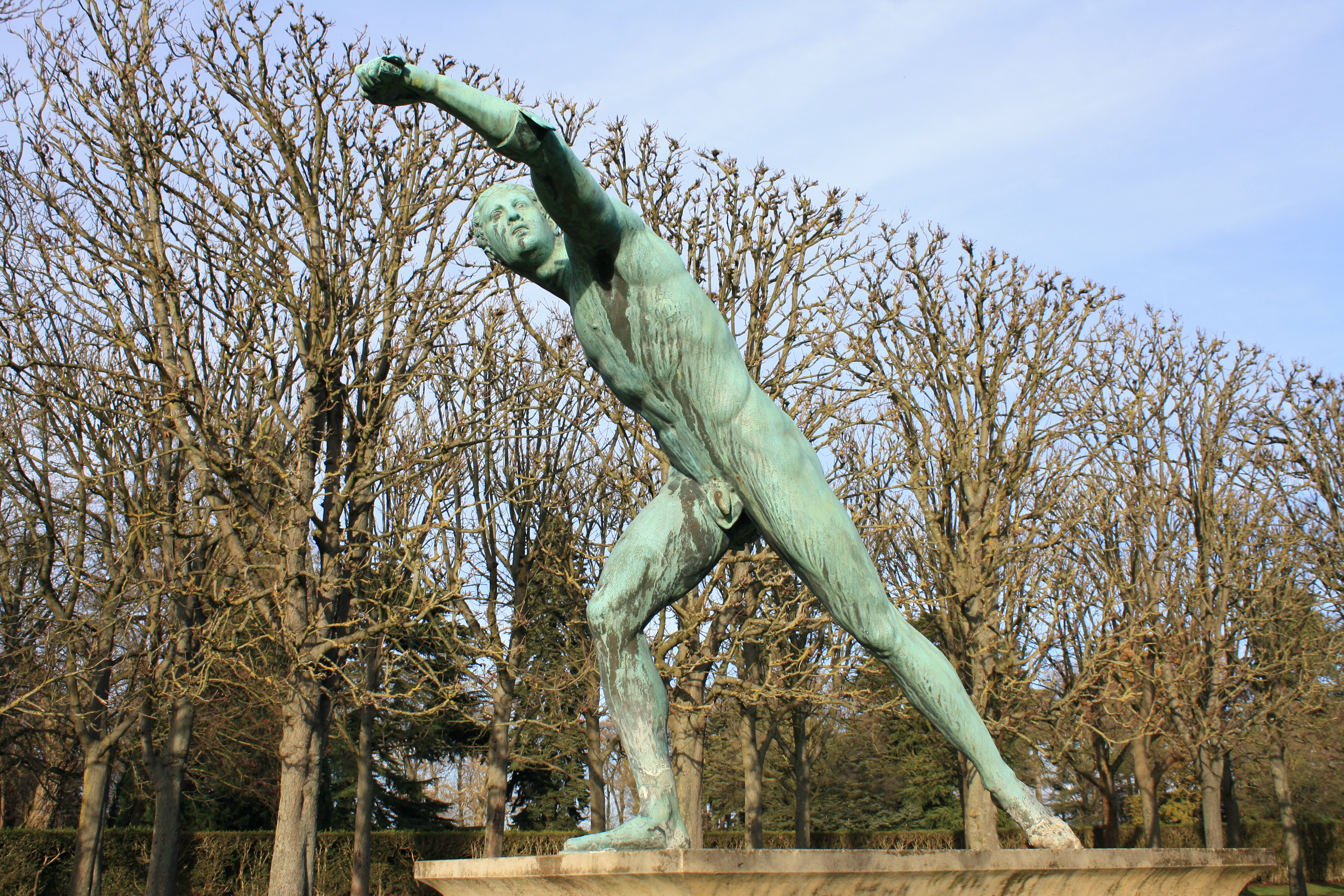
Le Gladiateur Borghèse du parc de Sceaux (XVIIe siècle).

- Hercule Commode, copie d'antique en pierre, héros romain sous les traits de l'empereur Commode, fils de Marc-Aurèle, à droite du château, à l’entrée de l’allée de Diane.
- Faune Borghèse (XIXe siècle), copie d'antique en pierre, Silène portant le jeune Dionysos dans ses bras.
- L'Eau ou La Mer (XVIIIe siècle), marbre, à gauche du château, à l’entrée de l’allée de la Duchesse, en descendant les cascades.
- La Terre (XVIIIe siècle), marbre, en face la précédente, à l’entrée de l’allée de la Duchesse.
- Mascarons (1878), par Auguste Rodin, fonte de fer, réalisés pour l'ancien palais du Trocadéro, en haut des cascades.
- La Servitude (XVIIIe siècle), marbre, dans une allée entre les cascades et la plaine de l’Orangerie.

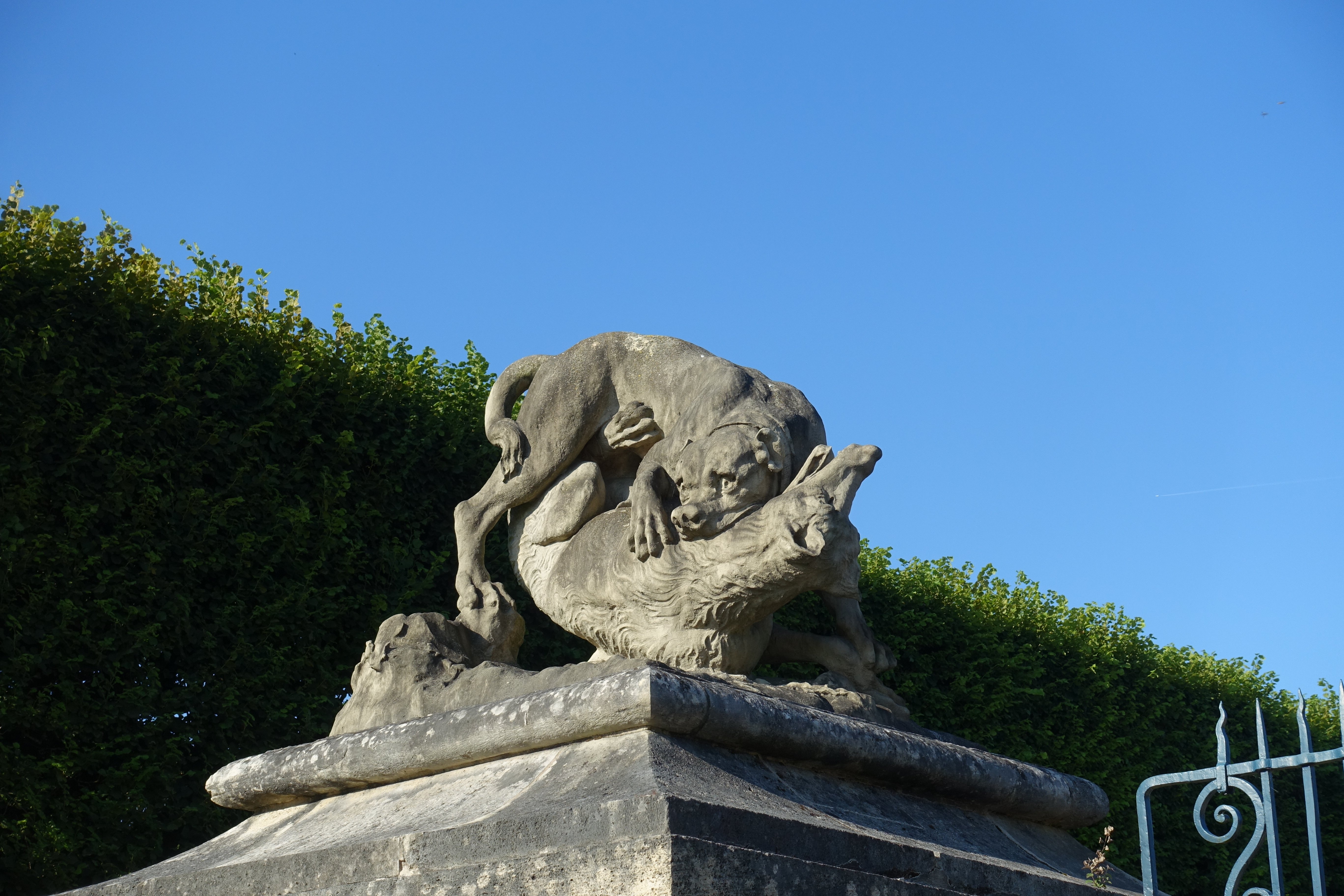
Chien égorgeant un loup (vers 1672-1675) au parc de Sceaux.

- Oreste et Électre (seconde moitié du XVIIe siècle), copie d'antique, moulage en résine, à l'angle gauche du bassin de l'octogone en venant des cascades. L'original en pierre est conservé dans l'orangerie.
- Apollon et Daphné (XVIIe siècle), d'après le Bernin, moulage en résine dans le prolongement de la précédente, autour du bassin de l'octogone. L'original en pierre est conservé dans l'orangerie.
- Groupe de cervidés (1908), par Georges Gardet (1863-1939), fonte, devant le bassin de l'octogone de l'autre côté des cascades.
- Castor et Pollux (seconde moitié du XVIIe siècle), copie d'antique, moulage en résine, au bord sud du bassin de l'octogone, près du groupe de cervidés. L'original en pierre est conservé dans l'orangerie.
- Le Suicide du Galate (seconde moitié du XVIIe siècle), copie d'antique, moulage en résine, au bord du bassin de l'octogone à l'angle droit en venant des cascades. L'original en pierre est conservé dans l'orangerie.

La plaine des quatre statues doit son nom aux quatre statues qui s'y trouvent :
- Le Point du Jour (XIXe siècle), d'après les frères Gaspard et Balthazar Marsy, sculpture en pierre ;
- La Gloire des princes (fin du XVIIe siècle), sculpture en pierre ;
- La Magnanimité (fin du XVIIe siècle), sculpture en pierre ;
- L'Air (fin du XVIIe siècle), d'après Étienne Le Hongre (1628-1690), sculpture en pierre.

### Le parc de Sceaux aujourd’hui

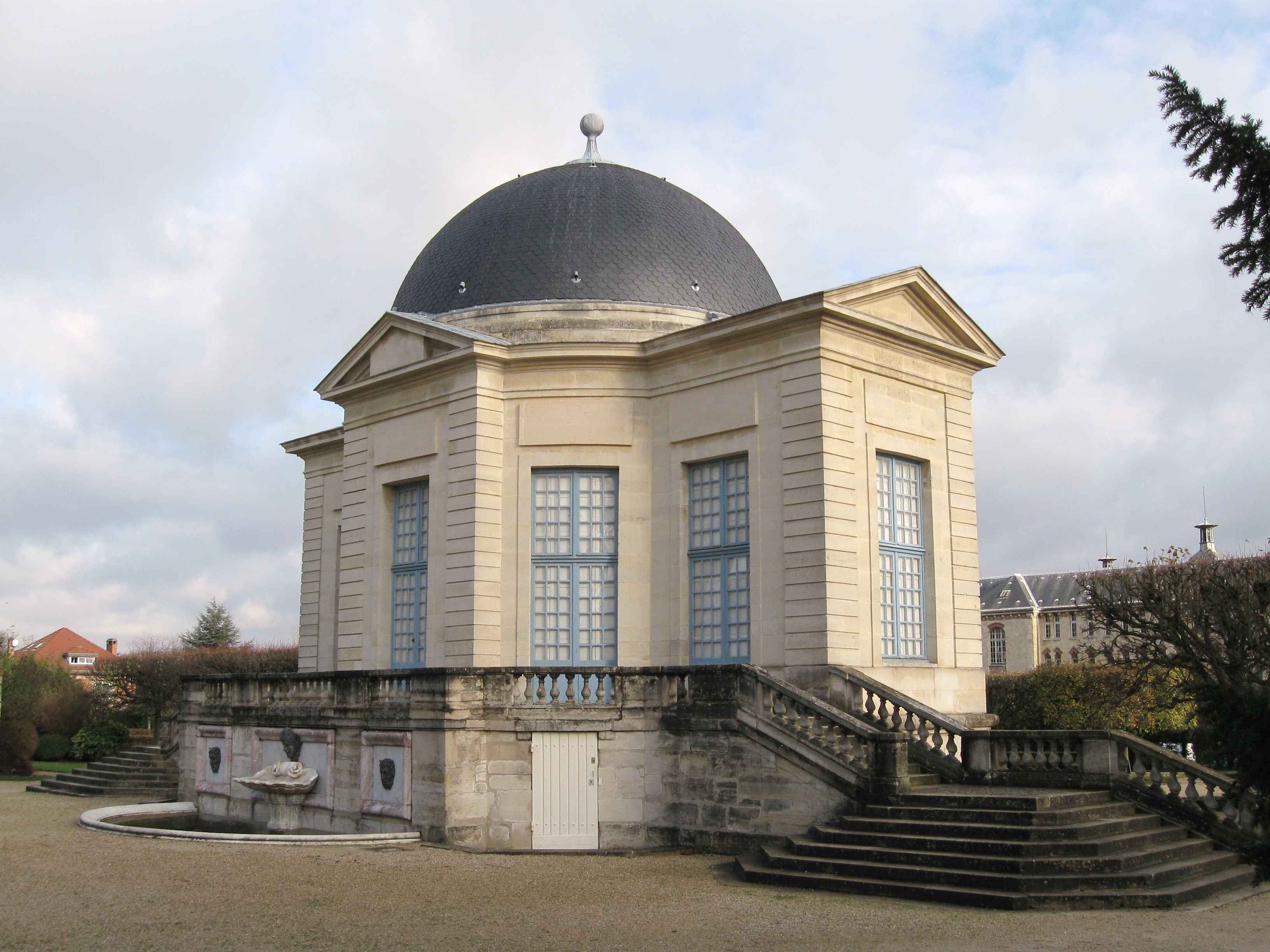
Le pavillon de l'Aurore.

La marquise de Trévise continue à veiller sur le domaine. Les troupes françaises l'occupent en 1914. En 1923, l'héritière du marquis de Trévise, sa fille Marie Léonie Mortier de Trévise, par son mariage princesse de Faucigny-Cystria, envisage la cession de ce domaine qu'elle est dans l'incapacité d'entretenir. Jean-Baptiste Bergeret de Frouville, maire de Sceaux de 1919 à 1925, sauve le domaine en réussissant à convaincre le conseil général du département de la Seine d’en faire l’acquisition. En 1971, le domaine est devenu la propriété du département des Hauts-de-Seine.
Pour financer la restauration du domaine, le département de la Seine en lotit le tiers. Les travaux de restauration sont entrepris à partir de 1928 sous la direction de l'architecte Léon Azéma. Le parc de Sceaux retrouve, dans leurs grandes lignes, les dispositions voulues par Le Nôtre. Des mascarons sculptés par Auguste Rodin viennent orner les Grandes Cascades recréées. Le parti-pris d'ensemble est fidèle au classicisme, même si les détails révèlent, par leur dépouillement non exempt d'une certaine sécheresse, une exécution dans les années 1930. Ce parti-pris permet aussi de limiter les frais d'entretien. Œuvre de longue haleine, la restitution ne s'achève que dans les années 1970 avec la recréation du Tapis Vert.
Quelques vestiges significatifs rappellent le château de Colbert et de son fils. La grille d'entrée est encadrée de guérites sommées d'animaux sculptés par Jean-Baptiste Théodon (attribués précédemment par tradition à Antoine Coysevox) qui illustrent les vertus dont le ministre de Louis XIV avait voulu se parer : la licorne transperçant un dragon symbolise la pureté et le désintéressement, tandis que le dogue, qui prend un loup à la gorge, représente la fidélité. À droite de l'entrée, les écuries attribuées à Antoine Le Pautre. Dans le jardin, derrière les communs, le Pavillon de l'Aurore, est surmonté d'une coupole sur laquelle Charles Le Brun a peint l'Aurore chassant la Nuit et décoré de peintures de Nicolas Delobel. On peut également mentionner, outre l'orangerie déjà citée, l'entrée d'honneur avec les deux pavillons de garde en pierre et les bâtiments de la ferme.

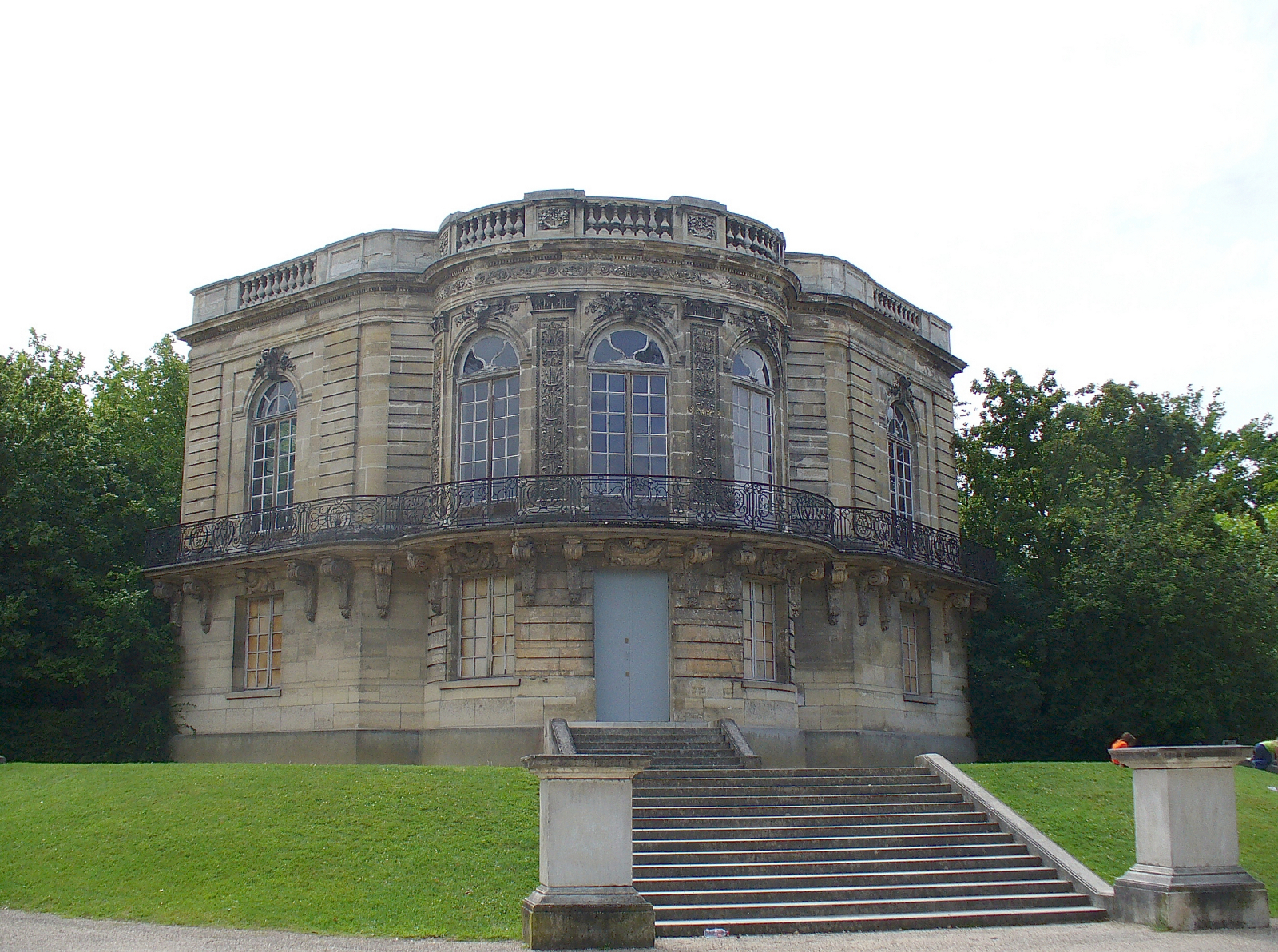
Le pavillon de Hanovre.

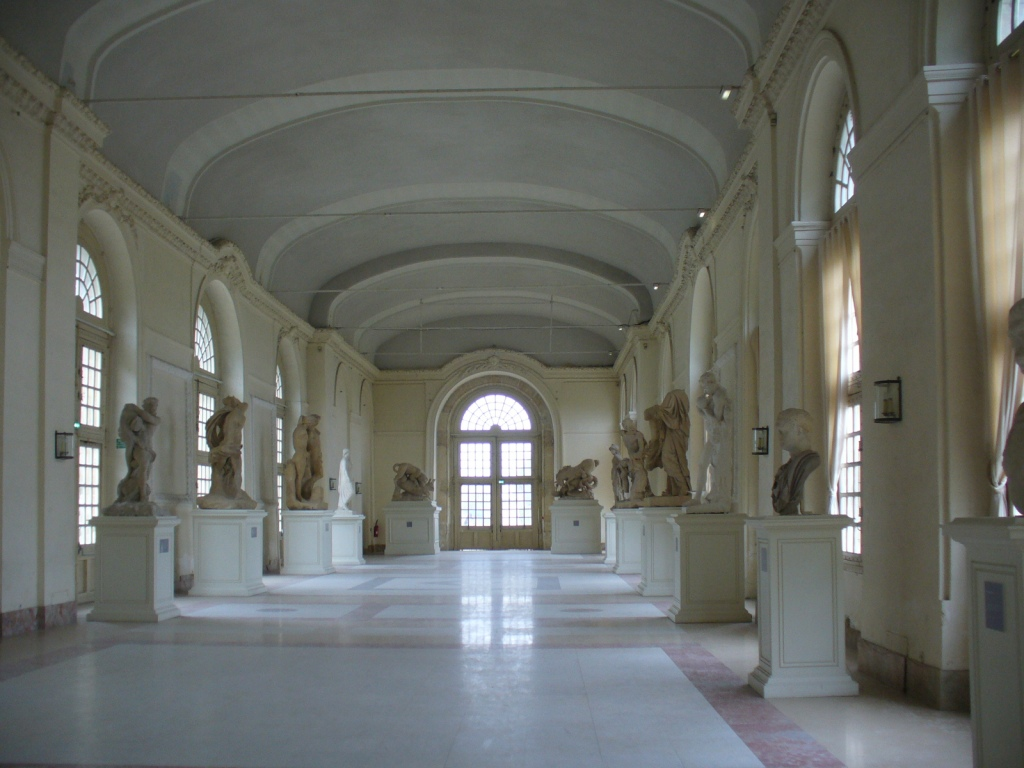
L'orangerie.

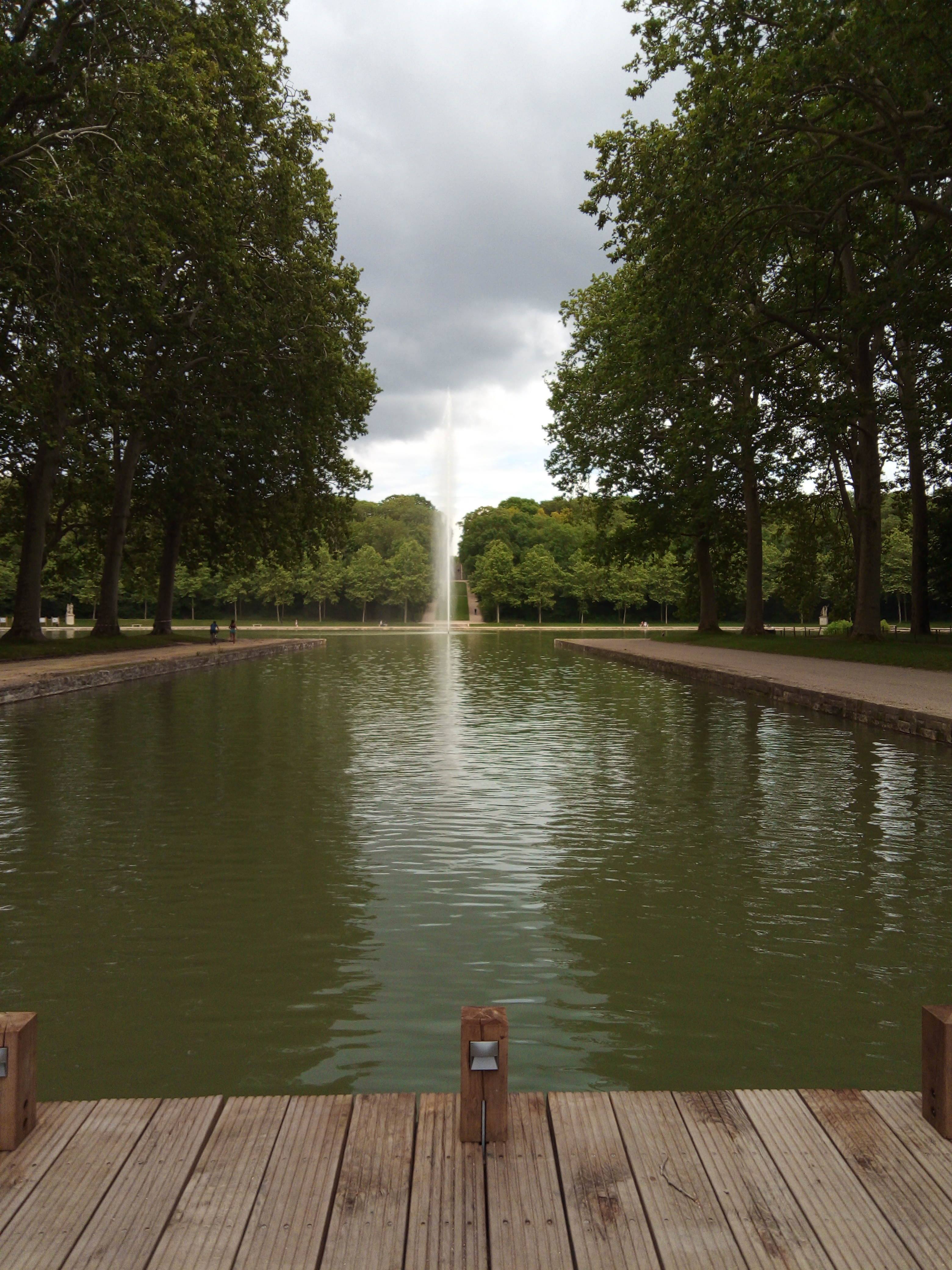
Le bassin de l'Octogone vu depuis la passerelle.

Près du château, on avait installé à l'occasion de l'exposition Île-de-France-Brabant, le groupe, œuvre de Martin Desjardins (1686), des quatre nations soumises (l'Empire, la Hollande, l'Espagne et le Brandebourg) qui escortaient la statue pédestre de Louis XIV de la place des Victoires à Paris (aujourd'hui au musée du Louvre, salle Pujet). Au fond du parc, on a remonté en 1932 la façade du pavillon de Hanovre, construit entre 1758 et 1760 par l'architecte Jean-Michel Chevotet dans les jardins de l'hôtel du duc de Richelieu, rue Neuve-Saint-Augustin (actuellement boulevard des Italiens), démonté lors de la construction du Palais Berlitz.
Le château accueille le musée de l'Île-de-France, inauguré en 1937. Le parc est ouvert au public tous les jours du lever jusqu'au coucher du soleil.
Le parc accueille également plusieurs écoles de la région pour leurs activités d'EPS et parcours d'orientation, ainsi que les journées d’intégration de certains établissements scolaires.
Du fait de la présence de nombreux cerisiers du Japon dans la partie ouest du parc, celui-ci est devenu un lieu de rendez-vous de la communauté japonaise d’Île-de-France pour la fête du hanami durant les premières semaines de floraison au printemps,.
Un théâtre de marionnettes à gaine a été créé et inauguré en avril 2015.
Le parc abrite un mémorial du génocide arménien, œuvre du sculpteur Rast-Klan Toros inauguré le 11 avril 2015 ainsi qu'un mémorial de la déportation des juifs des Hauts-de-Seine, œuvre du sculpteur Christian Lapie inauguré le 13 juillet 2006.
Des travaux réalisés en 2013 et 2014 ont permis de reconstituer le parterre le plus proche du château dans son état origine avec des broderies de buis (perspective ouest), telles qu’elles avaient été réalisées par André Le Nôtre, augmentées pour le second parterre de gazon (en contrebas).
Les cônes d’ifs bordant les pelouses  ont été conservés.
En 2021, de nouveaux travaux permettent la construction d'une passerelle sur le canal de l'Octogone, analogue à un ouvrage datant du XVIIe siècle.

## Évènement sportif, culturel ou promotionnel
Le dimanche 16 juillet 1933, un concert est donné par le Cercle des Beaux-Arts, Sciences et Belles-Lettres de la région de Sceaux dans les grands salons du château avec la participation du violoniste local René Bürg.
En 1978, le parc accueille un concours hippique avec sauts d'obstacles et cors de chasse.
Le 26 juin 1983, le groupe Supertramp se produit devant 80 000 spectateurs.
Le 29 août 1987, Madonna se produit devant 130 000 spectateurs spectateurs dans le cadre de sa tournée Who's That Girl Tour,.
Le 15 juin 2000, Johnny Hallyday se produit, pour son 57e anniversaire, devant 70 000 spectateurs.
Le 18 mai 2014, le groupe Ferrero organise un événement rassemblant jusqu'à 100 000 spectateurs à l'occasion du 50e anniversaire de sa marque Nutella. Il invite de nombreux artistes à se produire au long de la journée, dont Twin Twin, Ben l'Oncle Soul, Zaho, Alex Hepburn, Brice Conrad et Louis Bertignac. Anthony Kavanagh était maître de cérémonie. Des activités telles qu'un flash mob et de la zumba ont également été proposées au cours de cette journée.

## Le parc dans les arts

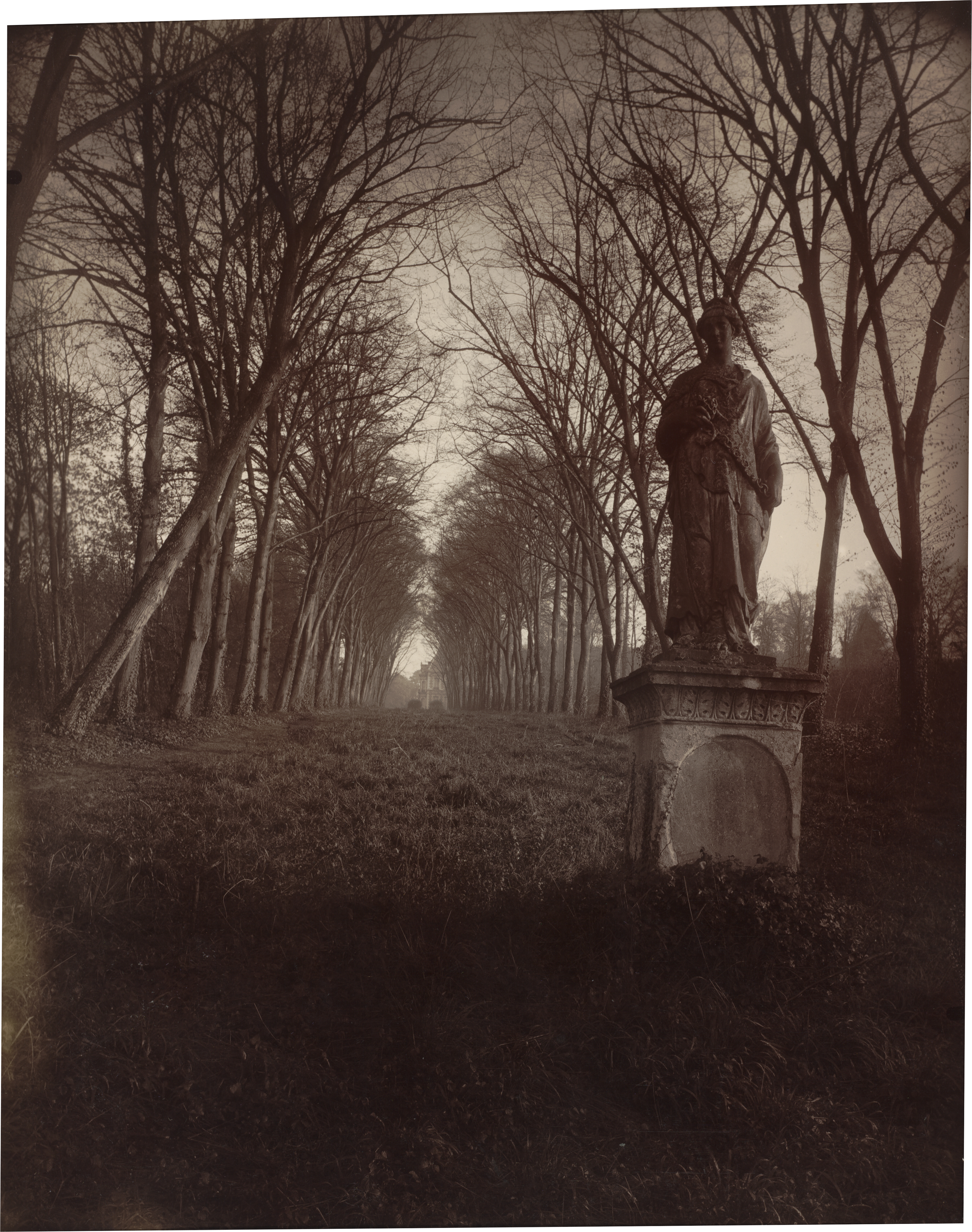
Eugène Atget, Parc de Sceaux, 1925.

De nombreuses scènes du film Napoléon réalisé par Sacha Guitry ont été tournées en 1954 dans différents lieux du parc.
Le parc de Sceaux est évoqué dans les paroles de la chanson Bourg-la-Reine, datant de 1970, du répertoire de Julien Clerc (texte d'Étienne Roda-Gil et musique de Julien Clerc).
C'est le décor d'un tableau d'Herman Braun-Vega, La chambre rouge au Parc de Sceaux (d'après Manet et Toulouse-Lautrec), acrylique sur toile de 2001 (114 x 146 cm). La scène imaginée par le peintre se déroule devant la statue de L'Eau ou la Mer. 
Une scène du film L'amour dure trois ans (2011) y a été tournée.
Plusieurs scènes de la série télévisée Versailles (2015-2018) ont été tournées dans le parc.

### Musique
- Jean-Joseph Mouret, Les Amours de Ragonde, Ragonde, Michel Verschaeve, Colin, Jean-Paul Fouchécourt, Colette, Sophie Marin-Degor, Lucas, Jean-Louis Bindi, Mathurine, Noémi Rime, Thibault, Gilles Ragon, Blaise, Jean-Louis Serre, Les Musiciens du Louvre, dir. Marc Minkowski. CD Erato 1992

- Nicolas Bernier, Les Nuits de Sceaux, Les Folies Françoises, dir. Patrick Cohën-Akénine, enregistrement en 2003 à la chapelle de l'hôpital du Bon-Secours, Édition Alpha, distribution Abeille Musique (2004). ffff de Télérama

## Pour approfondir

### Iconographie
- David Vivyer, Plan particulier des environs de Paris, Versailles et Saint-Germain-en-Laye, 1675, détail de la région de Sceaux. Plan manuscrit, 130 × 123. Paris, musée des plans et reliefs
- Israël Silvestre, Vue de la Maison de Sceaux du côté de l'entrée, 1675, eau-forte et burin, 35 × 50 cm[24]
- Israël Silvestre, Vue et perspective de la Maison de Sceaux du côté du jardin, 1675, eau-forte et burin, 35 × 50 cm[25]